# Erkrath

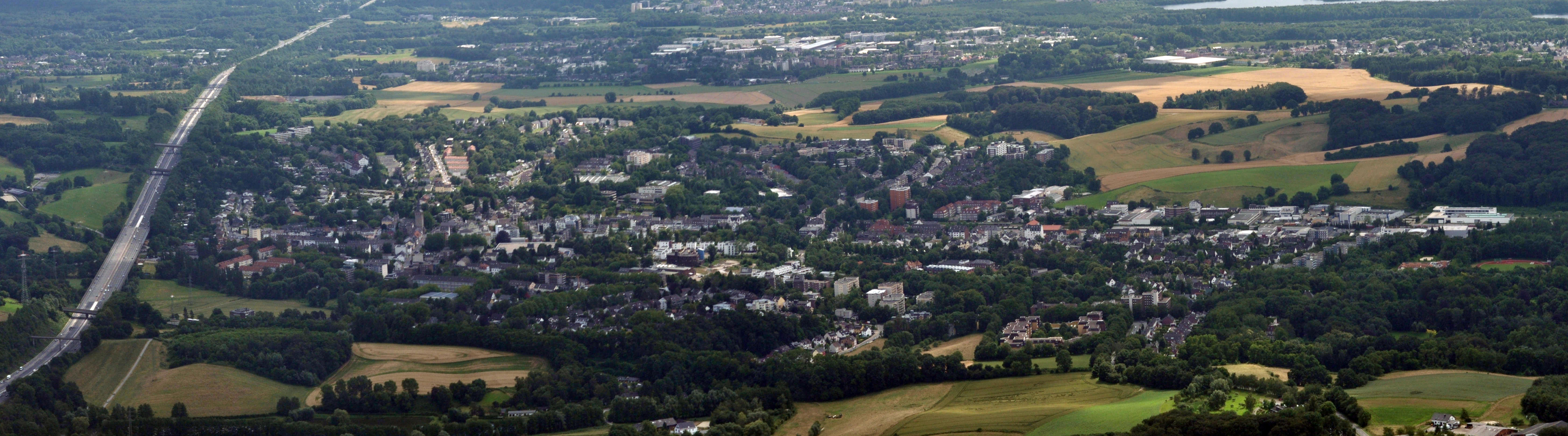
Erkrath. Links im Bild die Neandertalbrücke

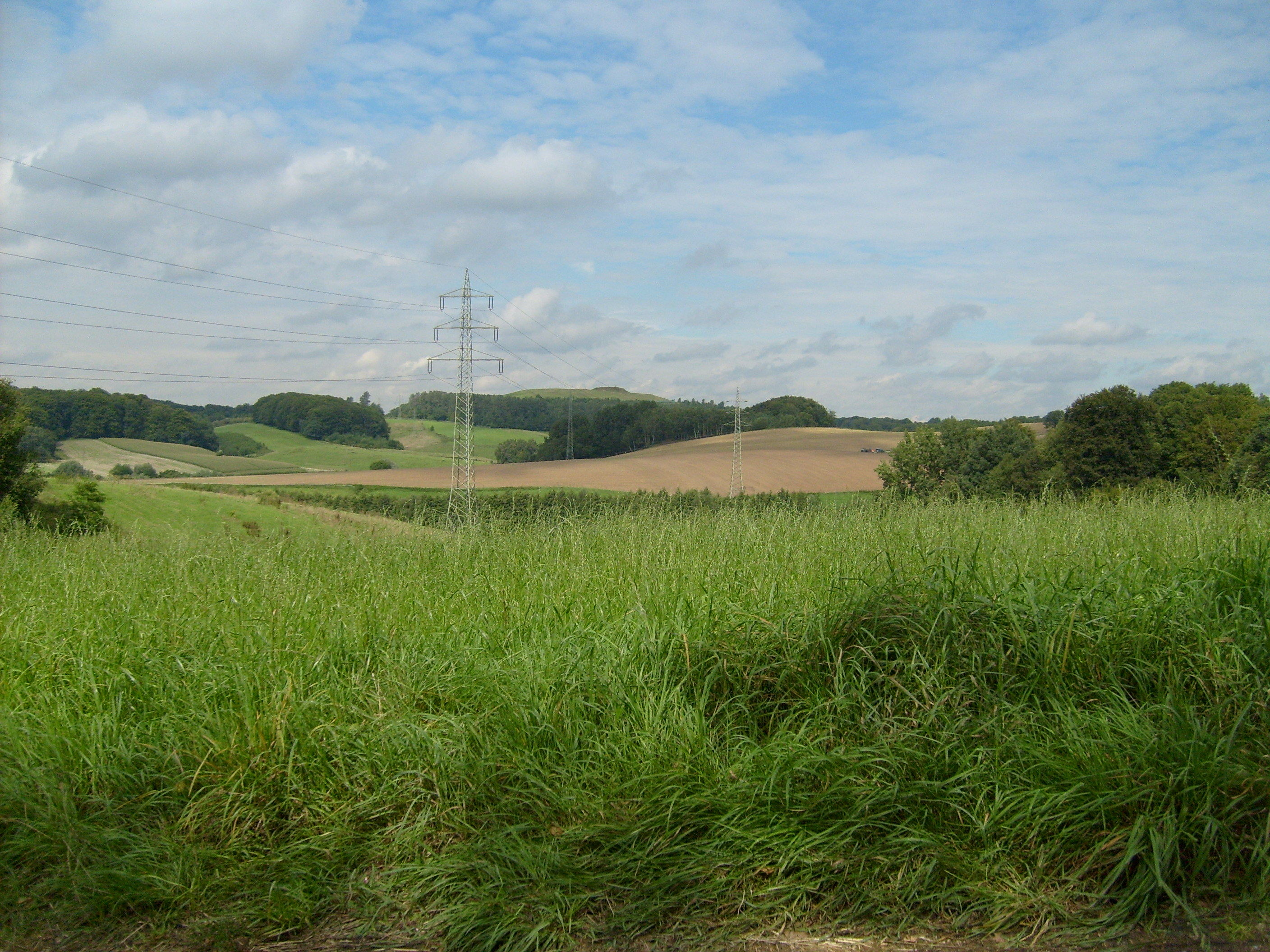
Das Niederbergische Land im Erkrather Norden

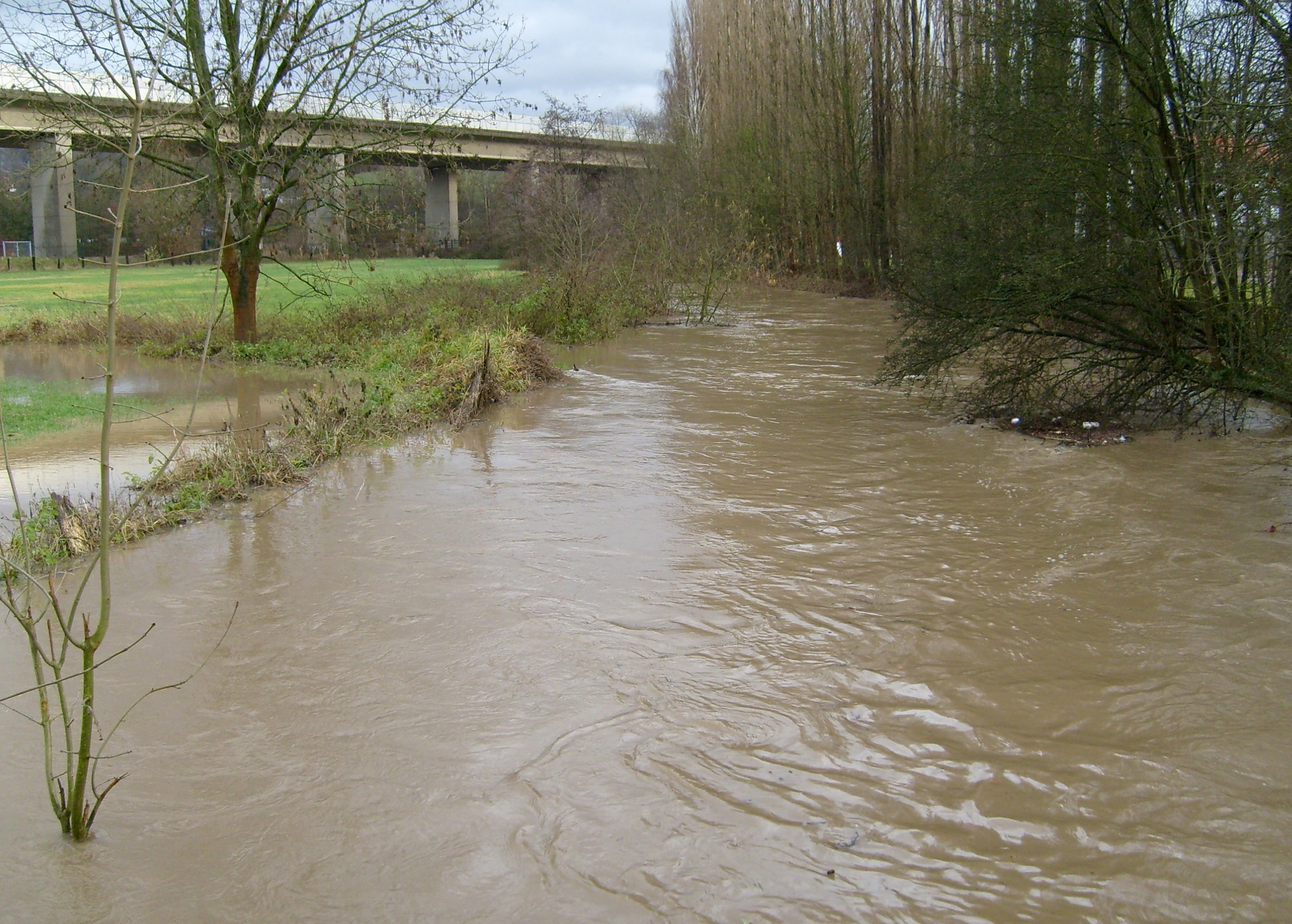
Die Düssel bei Hochwasser

Erkrath ist eine mittlere kreisangehörige Stadt im nordrhein-westfälischen Kreis Mettmann. Die Stadt liegt direkt östlich von der Landeshauptstadt Düsseldorf und befindet sich im Übergangsbereich zwischen Niederrheinischem Tiefland und Niederbergischem Land, den Bergischen Heideterrassen.
Im Neandertal zwischen Erkrath und der Nachbarstadt Mettmann wurden 1856 fossile Überreste des Homo neanderthalensis gefunden, weshalb die Stadt den Beinamen Fundort des Neandertalers trägt.

## Geografie
Von der Rheinebene aus betrachtet hat die Stadt bereits hügeligen Charakter, der von geschwungenen, überwiegend landwirtschaftlich genutzten Hängen gekennzeichnet ist, die in Richtung Osten immer weiter an Höhe gewinnen. Durch Erkrath fließt die Düssel, die hier noch zumeist in einem naturbelassenen Bett fließt, während sie im benachbarten Düsseldorf nur noch eng kanalisiert und teilweise verrohrt zweiarmig durch die Stadt in den Rhein fließt. Zur Stadt Erkrath gehören auch die Fundstelle des Neandertalers und der größte Teil des eiszeitlichen Wildgeheges im bekannten Naturschutzgebiet Neandertal. Die Ansiedlung war früher ein unbedeutender Ort im Herzogtum Berg und ist gekennzeichnet durch einen großen Bevölkerungsanstieg innerhalb weniger Jahrzehnte und einer heutigen, aus der kommunalen Neugliederung Nordrhein-Westfalens resultierenden Aufteilung des Stadtgebietes in drei nicht zusammenhängende Stadtteile.

### Geografische Lage
Erkrath liegt an den westlichen Ausläufern des Niederbergischen Hügelgebietes in der Niederrheinischen Bucht.
Während die westliche Stadtgrenze zu Düsseldorf 46 m ü. NHN liegt, erhebt sich der höchste Punkt der Stadt, die Willbecker Höhen, auf 162 m ü. NHN.

### Nachbarstädte
Erkrath grenzt an die Städte Hilden, Haan und Mettmann, die sich alle im Kreis Mettmann befinden, sowie im Westen an die nordrhein-westfälische Landeshauptstadt Düsseldorf. Es ist die fünftgrößte Stadt des Kreises.
|                            | Düsseldorf-Hubbelrath 5 km                  | Mettmann 6 km |
| Düsseldorf-Gerresheim 4 km | Kompassrose, die auf Nachbargemeinden zeigt |               |
| Düsseldorf-Unterbach 2 km  | Hilden 3 km                                 | Haan 3 km     |

### Klima
|                        | Jan  | Feb  | Mär | Apr  | Mai  | Jun  | Jul  | Aug  | Sep  | Okt  | Nov | Dez |   |      |
| Mittl. Temperatur (°C) | 1,7  | 2,4  | 5,9 | 9,3  | 13,4 | 16,5 | 18,3 | 18,0 | 15,1 | 10,4 | 6,0 | 2,9 | ⌀ | 10   |
| Mittl. Tagesmax. (°C)  | 4,3  | 5,4  | 9,8 | 14,1 | 18,7 | 21,8 | 23,3 | 23,0 | 19,8 | 14,3 | 8,7 | 5,3 | ⌀ | 14,1 |
| Mittl. Tagesmin. (°C)  | −0,8 | −0,5 | 2,0 | 4,6  | 8,2  | 11,3 | 13,3 | 13,0 | 10,4 | 6,6  | 3,4 | 0,6 | ⌀ | 6    |
|                        |      |      |     |      |      |      |      |      |      |      |     |     |   |      |
| Niederschlag (mm)      | 69   | 52   | 63  | 55   | 71   | 86   | 79   | 75   | 65   | 64   | 68  | 76  | Σ | 823  |

| −0,8 |

| −0,5 |

| 2,0 |

| 4,6 |

| 8,2 |

| 11,3 |

| 13,3 |

| 13,0 |

| 10,4 |

| 6,6 |

| 3,4 |

| 0,6 |

| −0,8 |

| −0,5 |

| 2,0 |

| 4,6 |

| 8,2 |

| 11,3 |

| 13,3 |

| 13,0 |

| 10,4 |

| 6,6 |

| 3,4 |

| 0,6 |

Das Klima Erkraths ist, wie das Klima des gesamten Düsseldorfer Raumes, durch die reliefbedingte Öffnung in Richtung Nordsee ozeanisch geprägt. Überwiegend nördliche und westliche Windströmungen tragen feuchte Luftmassen heran. Die Folgen sind milde, schneearme Winter und mäßig warme und feuchte Sommer. Insgesamt ist die Witterung wechselhaft. Atlantische Tiefdruckgebiete sorgen häufig für eine starke Bewölkung. Mit 1364 Sonnenstunden ist die Region Düsseldorf innerhalb Deutschlands wenig sonnig.
Der wärmste Monat ist mit 18,3 °C der Juli, am kältesten ist es mit 1,7 °C im Januar. Die Jahresdurchschnittstemperatur beträgt 10,0 °C.
Die Niederschläge verteilen sich gleichmäßig über das ganze Jahr mit einem Maximum im Juni mit 86 und einem Minimum im Februar mit 52 Millimetern. Pro Jahr fallen durchschnittlich 823 Millimeter Niederschlag.

### Stadtgliederung
Erkrath ist als Stadt noch sehr jung, es erhielt erst am 15. März 1966 von der Landesregierung Nordrhein-Westfalens aus der Hand des damaligen Innenministers Willi Weyer die Stadterhebungsurkunde und ist damit die jüngste Gemeinde im Kreis Mettmann mit Stadtrechten. Im Jahre 1898 wurde Erkrath aus der damaligen Landgemeinde Gerresheim ausgegliedert und somit selbstständig.
Die alte Ortschaft Erkrath war oftmals von Korrekturen der Stadtgrenzen betroffen. So wurden bei der Einrichtung der ersten eigenen Landbürgermeisterei 1898, der Gebietsreform der Rheinprovinz 1929 und der kommunalen Neugliederung des Landes Nordrhein-Westfalen 1975 diverse Honnschaften oder Stadtteile ein- beziehungsweise ausgegliedert. Am 1. Januar 1975 wurde im Rahmen des vom NRW-Landtag beschlossenen Düsseldorf-Gesetzes die Gemeinde Hochdahl eingegliedert und der frühere Ortsteil Unterbach mitsamt dem Naherholungsgebiet Unterbacher See in die Stadt Düsseldorf eingemeindet. Das Gesetz beinhaltete auch eine Begradigung der Stadtgrenze zu den Nachbarstädten Hilden und Haan entlang der Autobahn 46, wodurch einige kleine Flächen an Erkrath fielen, die schon zuvor nur von dort erreichbar waren.
Die heutige Stadt Erkrath hat keine offizielle Unterteilung in Stadtbezirke. Üblicherweise wird sie in drei Stadtteile unterteilt:
- Alt-Erkrath (oder kurz „Erkrath“)
- Hochdahl
- Unterfeldhaus

Der alte Siedlungskern der Stadt Erkrath wird inoffiziell häufig als Alt-Erkrath bezeichnet, um diesen Stadtteil heute von der Gesamtstadt zu unterscheiden. Daneben werden auch die Namen der Ortsteile Hochdahls (Trills, Millrath, Willbeck, Kempen und Sandheide) sowohl in amtlichen Bezeichnungen als auch in der Umgangssprache, bei Presse und Beschilderung für die entsprechenden Teile der Stadt benutzt.

## Geschichte

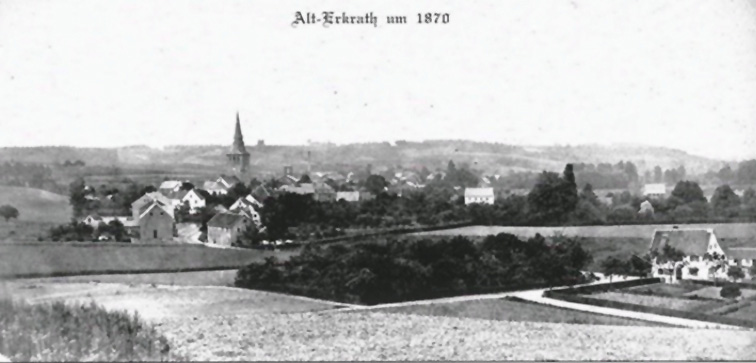
Erkrath 1870

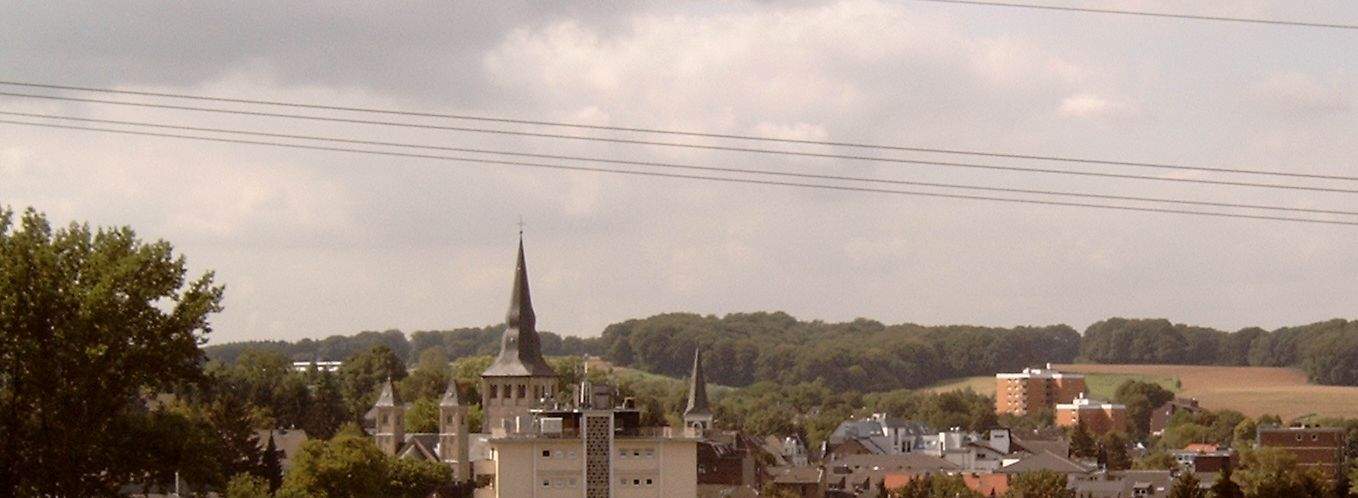
Erkrath 2006

Durch Erkrath fließt die Düssel, die bereits um 1050 als Tussella (die Rauschende, Brausende, Tosende) bezeichnet wird. Sehenswert sind die Güter und ehemaligen Wasserburgen Haus Morp (erwähnt 1144) und Haus Brück (erstmalige Erwähnung 1258). Lange Zeit wurde fälschlicherweise angenommen, dass aus der Zeit vor dem Jahr 1640 keine Nachweise über die Existenz dieses Guts vorliegen würden.  Erwähnenswert ist zudem das Heiligenhäuschen am Römerweg, eine kleine Kapelle unbekannten Alters, die vermutlich im späten 15. Jahrhundert entstanden ist. Auch die Dammermühle, direkt an der Stadtgrenze zu Düsseldorf gelegen, ist mit der Ersterwähnung 1324 sehr alt.
In Erkrath selbst leben heute etwa 13.000 der insgesamt rund 44.000 Einwohner der Stadt.

### Etymologie
Die Herkunft des Namens Erkrath (mundartlich Erkrot) ist nicht eindeutig zu bestimmen. Sicher ist, dass die im Rheinland häufig vorkommende Endung -rath oder -rot/-rode auf eine Rodung, vermutlich auf die jüngere Rodeperiode der Jahre 800–1200, hinweist. Die Erstsilbe bezieht sich oft auf den Namen eines Erstsiedlers, vermutlich eines Everek (Erik). So wird der Name des ebenfalls im Kreis Mettmann befindlichen Wülfrath auf einen Siedler namens Wolf und das innerhalb Erkraths liegende Millrath als Siedlung eines Milo angesehen. Eine oft behauptete Vermutung, die erste Silbe Millraths sei von einer – nicht nachgewiesenen – Existenz einer Mühle hergeleitet, gilt heute als überholt. Es gab auch Erklärungsversuche, dass die germanische Göttin Erka oder eine angebliche Edelfrau namens Erga aus dem Stamme der Angoroden, die das Land an der Düssel angeblich als erste urbar machte, für den Namen stehen könnten, dies ist jedoch nicht historisch belegbar.

### Früh- und Vorgeschichte
Belege für eine Besiedelung gibt es in dieser Region schon seit mehreren hunderttausend Jahren. Erste Spuren hinterließ der Neandertaler (Homo neanderthalensis). Fossile Überreste von ihm wurden unweit des Ortes in dem alten Gesteins, dem heutigen Neandertal, entdeckt. Auch die nachfolgenden „modernen“ Cro-Magnon-Menschen (Homo sapiens) lassen sich nachweisen, da von ihnen Steingeräte an selbiger Stelle aufgefunden wurden. Diese Frühmenschen fanden ein ausreichendes Nahrungsangebot in dieser Region vor. Neben vielen urzeitlichen Tieren wie dem Höhlenbären, dem Ur, dem Rhinozeros, der Hyäne und dem Wildpferd lebten hier auch Mammuts. Zuletzt wurde 1959 ein Mammutstoßzahn in einem Steinbruch im Neandertal gefunden. Römische Münzen fanden sich sowohl in Erkrath als auch in Hochdahl. Die Strata Coloniensis, eine wichtige Heer- und Handelsstraße, führte von Köln kommend über Hilden nach Mettmann und Werden quer durch Hochdahl. Auch der historische Fernhandelsweg Mauspfad, der von Genua über den Kleinen St. Bernhard, Basel, Mainz, Siegburg, (und dann vermutlich über Hilden, Knittkuhl, Ratingen, Duisburg) bis nach Holland oberhalb der von Überschwemmungen bedrohten Flusslandschaften des Rheins verlief, wird in dieser Gegend vermutet, da eine alte Wegbezeichnung Mauspfad existiert.

### Mittelalter

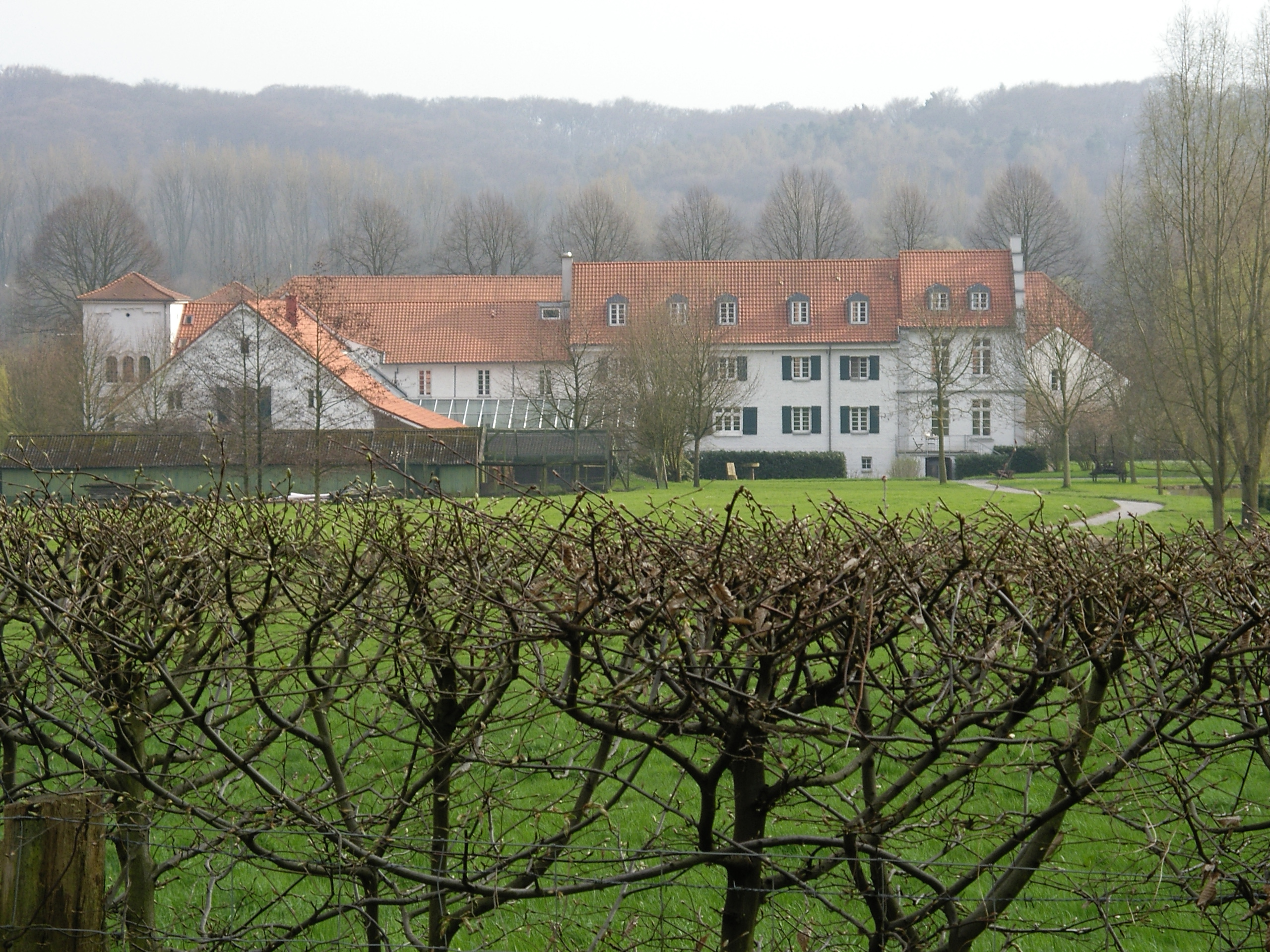
Haus Morp

Der Name Erkrath, in alten Schriften auch „Elekeroide“, „Elkeriode“ oder „Erkerode“ genannt, wird erstmals 1148 in zwei Urkunden des Stiftes Werden genannt. Bernherus (Bernhardus) de Everkrothe, ein liberos scabinos (Freischöffe), und Siegebertus de Everekrothe sind dort erwähnt. Beide Genannten entstammten dem Stand der Freien, hatten offenbar außerhalb Erkraths Grundbesitz und verfügten über ein Schöffenamt am Grafschaftsgericht Kreuzberg, was darauf schließen lässt, dass sie einen gehobenen gesellschaftlichen und sozialen Status hatten, der möglicherweise dem Adel zuzurechnen ist. In einer weiteren Urkunde von 1176 verkaufte der Erzbischof Philipp I. von Köln dem Grafen Engelbert I. von Berg zwei Höfe im Bereich von „Helechen“ und der vermutlich Erkrath betraf.
Ein Daniel de Erkerode wurde in den Jahren 1189, 1211, 1218 und 1237 erwähnt. Im Jahre 1218 fand er sich als Miles (Ritter) beurkundet, der als Ritter im Gefolge des Grafen Adolf III. von Berg Kreuzzugsteilnehmer war und der Legende nach seinem sterbenden Herrn vor Damiette in Ägypten in letzter Stunde beigestanden hat. 1237 bestätigte Erzbischof Heinrich I. von Köln, dass der Ritter Daniel von Erkrath sein Haus Walendorf dem Herzog Heinrich IV. von Limburg, der auch Graf von Berg war, zu Lehn übertragen hatte. Als Gegenleistung erhielt er vom Herzog ein Allod im Wert von 30 Mark.
Der Stammsitz der Ritter von Erkrath war vermutlich das später Schletzgut bzw. Haus Bavier (nach den Herren von Bawyr/Bavier) genannte Haus, das allgemein als Keimzelle des Ortes angesehen wird. Auch bei dem in einer Eheabrede von 1368 genannten Hof Erkenroide bei Geirensheim (gemeint ist das benachbarte Gerresheim, heute ein Stadtteil von Düsseldorf) wird es sich sehr wahrscheinlich um das Haus Bavier gehandelt haben. Die Herren von Erkenrode waren vermutlich auch die Bauherren und ersten Patronatsherren der katholischen Pfarrkirche.
Bereits 1144 wird in einer Urkunde das Herrengut Haus Morp genannt. Der dort genannte Name Morafa bedeutet in etwa Moor oder fließendes Wasser. Die urgermanische (nach Ansicht anderer Etymologen keltische) Endung afa/apa steht für Gewässer, ehemals war Haus Morp also eine Wasserburg.
Bis 1241 wurden neben den drei erwähnten Personen noch drei weitere Namensträger de Erkenrode/Erkenrodhe genannt, ohne dass jedoch feststellbar ist, in welchem Verwandtschaftsverhältnis sie zueinander standen oder ob sie jemals im Ort gelebt haben. Ursprünglich handelte es sich bei der Ansiedlung offenbar nur um den Hof Bavier, in einer Urkunde von 1377 wird Erkrath jedoch bereits ausdrücklich als Dorf bezeichnet. In einer Urkunde von Graf Wilhelm II. von Berg wurden 1383 die Städte und Landgemeinden in der Grafschaft aufgelistet. Erkrath wurde damals mit Gerresheim im Amt Mettmann geführt. Kirchlich gehörte Erkrath im Mittelalter bis zur Bildung des Dekanats Düsseldorf zum Dekanat Neuss.
In einer Liste der Küstereieinkünfte aus dem Jahr 1498, der ältesten Schriftquelle, die Aufschluss über den Siedlungsaufbau Erkraths gibt, werden für die Honschaft Erkrath 25 Höfe und Kotten genannt, von denen 11 oder 12 sich innerhalb der dörflichen Siedlung befanden. Für die insgesamt sechs Honschaften innerhalb des Kirchspiels Erkrath (Bruchhausen, Dorp, Ellscheid, Millrath, Unterbach, Erkrath) werden 100 Höfe, Häuser und Kotten bezeichnet, von denen sich viele heute noch identifizieren und auffinden lassen.

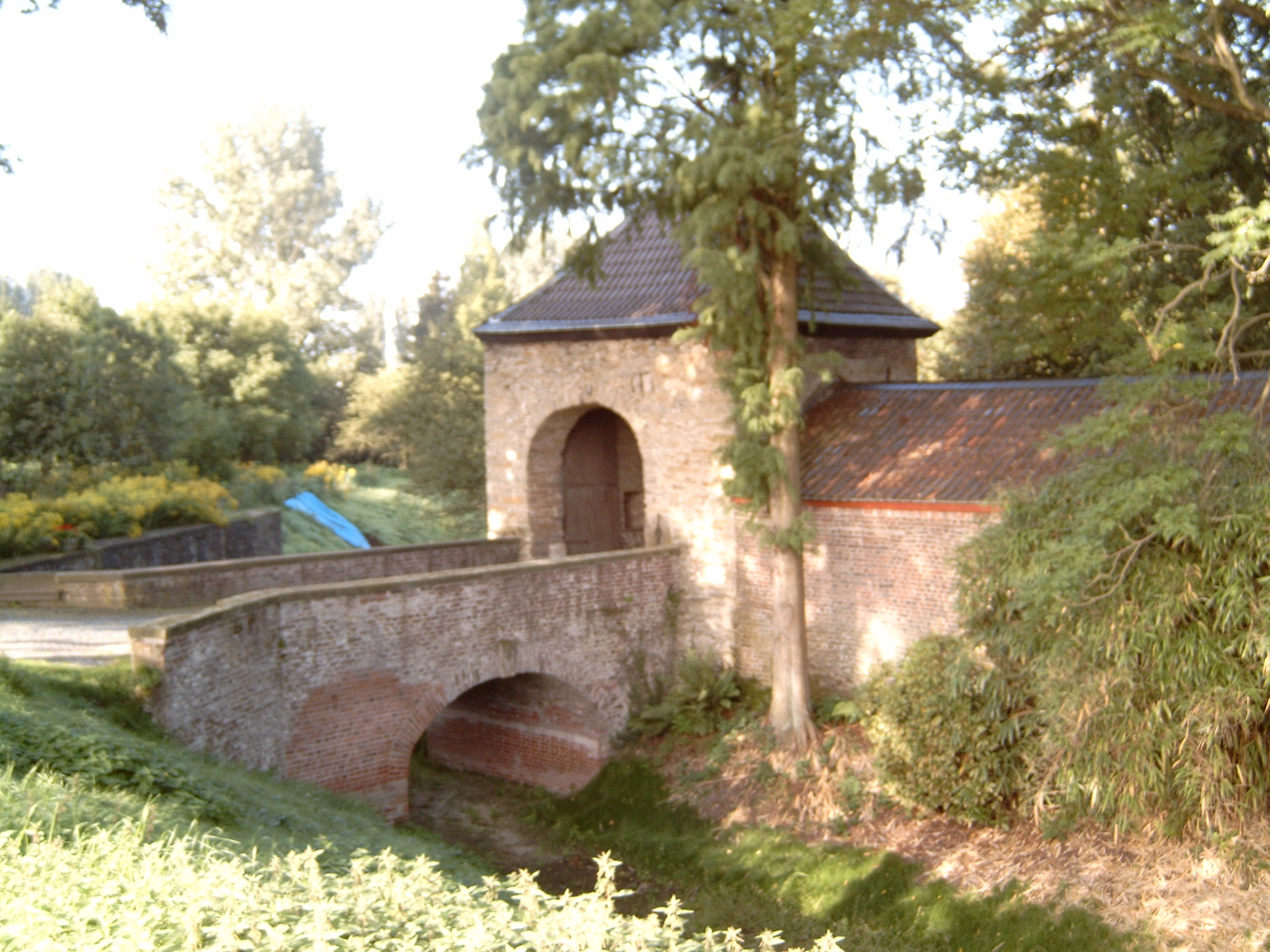
Haus Unterbach – der Torturm

Im benachbarten Unterbach (seit dem Mittelalter Teil von Erkrath und erst seit 1975 ein Stadtteil von Düsseldorf) wird in einer Urkunde 1169 Heriman de Unterbeke erwähnt. Zugleich ist dies die erste Quelle für das Haus Unterbach, die für die Stadtgeschichte von Bedeutung ist. Durch die kuriose Grenzziehung der kommunalen Neugliederung befindet sich das Haus Unterbach nach wie vor auf Erkrather Stadtgebiet, während sich die Ortschaft Unterbach heute in Düsseldorf befindet. Das Patronatsrecht über die Kirchengemeinde hatten spätestens ab der ersten Hälfte des 15. Jahrhunderts die Herren des Hauses Unterbach inne, was einige Beurkundungen ab etwa 1400 belegen. Das Haus Unterbach war ab dieser Zeit zudem der Fronhof der verschiedenen Güter der Umgebung. Für das Jahr 1484 ist die Gründung einer Schützenbruderschaft belegt.
Das Kirchspiel Erkrath war im Spätmittelalter bis zu dessen Auflösung im Jahr 1806 Teil des 1363 erstmals erwähnten Amtes Mettmann im Herzogtum Berg. Das Kirchspiel war seinerseits in die fünf Honschaften Erkrath, Unterbach, Ellscheid, Bruchhausen und Dorp unterteilt, die dem Gericht in Gerresheim unterstanden. Die Honschaft Morp gehörte dagegen zu dem Kirchspiel Gerresheim. 1789 gehörten zu der Honschaft Erkrath neben dem Kirchdorf die großen Höfe Heyden, Steinhaus, Brügge, Uhlenthal, Steinkuhl, Kokshaus und Hohethal. Zu der Honschaft Unterbach gehörten neben dem Oberhof Haus Unterbach die großen Höfe Husfeld, Wikers, Schamasch, Fen, Feld, Loch, Schaffsheid, Schorsenfeld und die Kapelle am Römerweg.

### Frühe Neuzeit

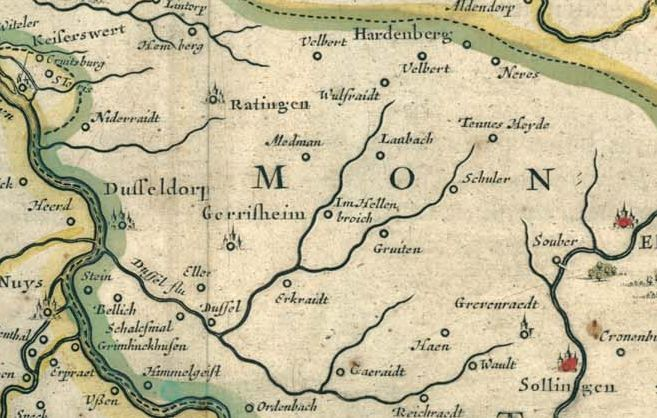
Erkrath und Nachbarorte auf einer Karte von 1645 (W.Blaeu/J.Blaeu – Atlas Maior: Iuliacensis et Montensis Ducatus – Ausschnitt)

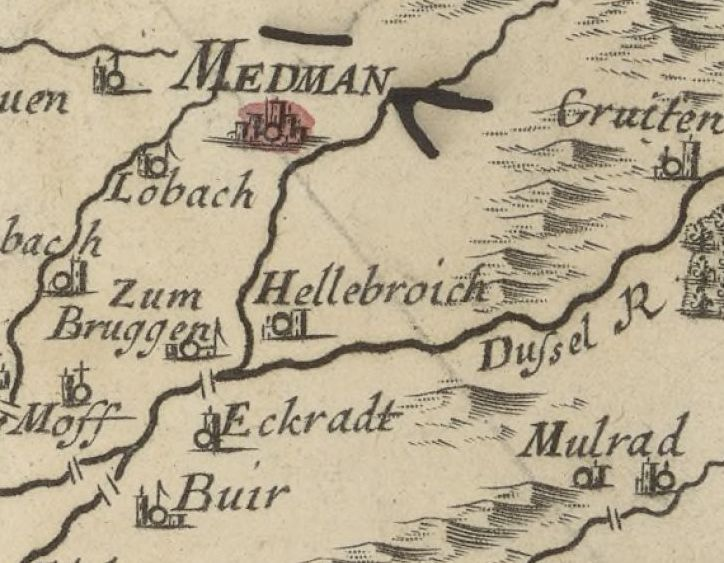
Erkrath, Millrath und die Häuser Bavier und Brück auf einer Karte von 1696 (Grand Duche de Berg, S. Sanson Kartograph – Ausschnitt)

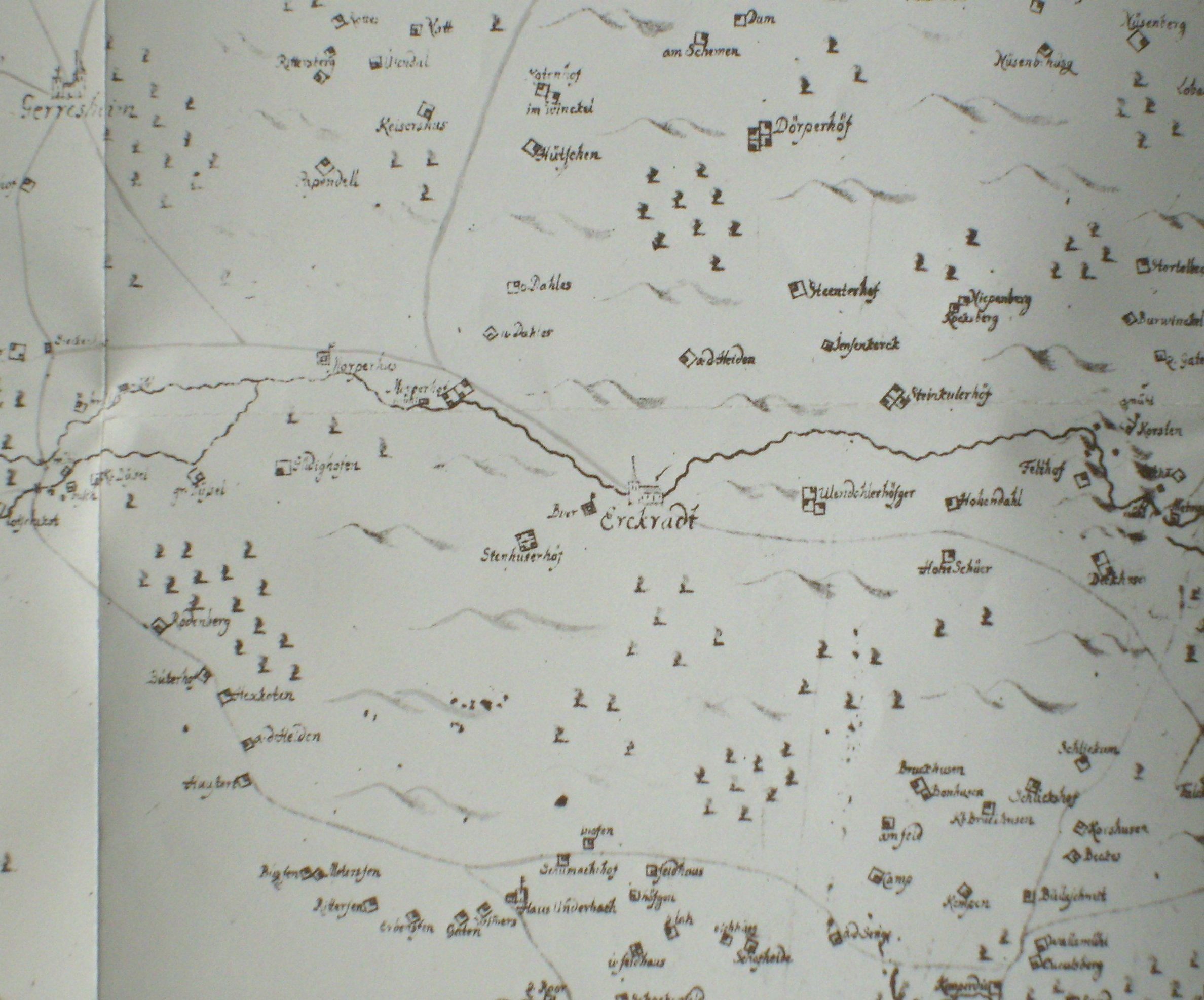
Erkrath und die Höfe der Umgebung auf einer Karte von 1715 (Topographia Ducatus Montani – Ausschnitt)

In der Zeit zwischen 1500 und 1800 blieb Erkrath ein unbedeutendes, von Landwirtschaft geprägtes Dorf, der Ackerbau war auch hier Hauptnahrungsquelle des Dorfes. Lediglich die Besitzerwechsel des Hauses Unterbach und des Hofes Bavier, sowie Patronatsurkunden der Unterbacher Herren bezüglich der Kirchengemeinde legen Zeugnis über das Geschehen dieser Zeit ab. Über das Schicksal der Ortschaft während des Dreißigjährigen Krieges liegen keine Erkenntnisse vor. Weil in der Umgebung Ratingen nahezu vollständig zerstört und das nahe Gerresheim zweimal durch Söldnertruppen überrannt und gebrandschatzt wurde, wird Ähnliches für Erkrath nicht auszuschließen sein. In den Karten des Herzogtums Berg und des Umlandes aus der Zeit zwischen 1550 und 1750 ist die Ortschaft unter den Schreibweisen Erckraidt, Erkraidt, Erckrad und anderen mehr als Kirchdorf an der Düssel zwischen den Nachbarorten Grutten (Gruiten), Schuyler (Schöller), Medman/Metman (Mettmann) und Gerissheim (Gerresheim) aufgeführt.
Auch in der ersten Landesaufnahme und geografischen Beschreibung des Herzogtums Berg, der Topographia Ducatus Montani von Erich Philipp Ploennies, erschienen 1715, findet Erkrath namentliche Erwähnung:

„Von dem Ambt Metman: Es wird solches in das Ober und unterAmbt getheilet, das OberAmbdt hat 2 grose Kirchspiel, nemlich (1.) Metman und 2. Wülfrath: Das unterambt bestehet aus 4 Kirchspielen (1.) Gerresheim, 2. Erckrath, 3. Ellert, 4. Hubelrath. Die zwey erstgedachte Kirchspiel des OberAmbts sind reformiert, die übrigen Catholisch. Das landt belangendt, ist solches über die maßen schön und gut, und wird dießes Ambt Vor eines Von den besten im ganzen Herzogthumb, gerechnet, weilen darinnen schöner frucht-wachs, Viehzucht, auch fischereyen zu finden; […]“

Auch die Häuser Unterbach und Morp sind als Adelichhaus oder Freye=höf in den Karten verzeichnet, das als Gesteins bezeichnete Neandertal wird kurz beschrieben.

### 19. Jahrhundert
Das Herzogtum Berg wurde im Dezember 1805 vom Haus Wittelsbach an das Haus Bonaparte abgetreten. Napoleon Bonaparte bildete daraus ein Großherzogtum mit seinem Schwager Joachim Murat als Großherzog, der es im März 1806 in Besitz nahm. Erkrath gehörte in der Franzosenzeit neben Gerresheim, Ludenberg, Unterbach, Vennhausen und diversen weiteren Ortschaften zum Canton Mettmann.
Bald nach der Völkerschlacht bei Leipzig löste sich das Großherzogtum im November 1813 auf, als alle Gebiete bis zum Rhein befreit waren. Die meisten Landesteile fielen durch den Wiener Kongress Preußen zu. Es bildete mit den anderen Teilen der preußischen Besitzungen auf dem linken und rechten Rheinufer die Provinz Jülich-Kleve-Berg mit dem Verwaltungssitz Köln, die am 22. Juni 1822 mit der ebenfalls 1815 gebildeten Provinz Großherzogtum Niederrhein mit Verwaltungssitz in Koblenz zur Rheinprovinz vereinigt wurde. Erkrath wurde infolge der neuen Verwaltungsgliederung Teil des Landkreises Düsseldorf innerhalb der Rheinprovinz. Im 19. Jahrhundert wurde der bisher bäuerliche Ort zunehmend durch die Industrialisierung geprägt, es gründeten sich Papierfabriken, Webereien, Bergbau-, Maschinen-, Eisen- und Stahlindustrien. Diese Industrialisierung wurde durch den Anschluss an die Eisenbahnverbindung Düsseldorf – Elberfeld erleichtert. Die Inbetriebnahme des ersten Teiles bis Erkrath erfolgte bereits Ende 1838 und gehört damit zu einer der ersten Eisenbahnverbindungen in Deutschland. Die Inbetriebnahme der restlichen Strecke bis Elberfeld erfolgte am 3. September 1841.
Um 1830 wurde Erkrath das bergische Nizza oder die Lunge Düsseldorfs genannt, denn durch die Fassung einer Heilquelle wurde es vorübergehend ein gut besuchter und weithin bekannter Kurort. Das große Kurhaus aus der damaligen Zeit ist erhalten geblieben, im Kurpark befanden sich weiterhin Liegehallen, Badehäuschen und einige Badeteiche. Als jedoch die Heilquelle um 1870 versiegte, war es mit dem Kurort, der von vielen Gicht- und Rheumakranken besucht worden war, endgültig vorbei. Es ist heute nicht mehr eindeutig zu klären, ob die Quelle schwefelhaltiges Heilwasser lieferte, es wird eher von einer Nutzung als Kaltwasser-Badeanstalt ausgegangen.
Im Jahr 1842 wurde die erste Postanstalt errichtet.
Verwaltungsrechtlich wurde Erkrath nahezu im gesamten 19. Jahrhundert von Gerresheim aus verwaltet. Anfangs noch in der Mairie Gerresheim der ersten Jahre des Jahrhunderts, ab 1815 als einer von zwei Spezialgemeinden der Bürgermeisterei Gerresheim. Am 28. Mai 1851 schuf die preußische Regierung die Samtgemeinde Gerresheim, der die Stadt Gerresheim, der Verband der Honschaften Morp, Ludenberg und Vennhausen und die Gemeinde Erkrath mit dem Verband der Honschaften Unterbach, Dorp und Bruchhausen angehörten. Durch Erlass vom 16. Januar 1858 erhielt Gerresheim die rheinische Städteordnung und schied damit aus dem Verband der Landgemeinden aus. Es gab nun eine Stadtbürgermeisterei (die Stadt Gerresheim selber) und eine Landbürgermeisterei Gerresheim (Erkrath und Ludenberg). Am 1. April 1898 wurde Erkrath zusammen mit den Ortschaften Unterbach, Hochdahl und Bruchhausen eine selbstständige Landbürgermeisterei (ab 1927 als Amt Erkrath bezeichnet). Zu dieser Zeit stieg die Einwohnerzahl, bedingt durch den Zuzug von Arbeitskräften der neuen Industrie in und vor allem um Erkrath (Kalkwerk Neandertal, Eisenhütte Hochdahl, Gerresheimer Glashütte) stark an.

### Vom 20. Jahrhundert bis zur Gegenwart
Nach dem Ersten Weltkrieg bildeten sich wie in vielen anderen Gemeinden auch in Erkrath ein Arbeiter- und Soldatenrat. Es kam zu Unruhen, Übergriffen gegen den Bürgermeister Franz Zahren und Plünderungen bei den ortsansässigen Bauern. Im Rathaus wurde zur Linderung der größten Not sogar eine öffentliche Küche eingerichtet. Auch als diese Auswirkungen des Kriegsendes abflauten, beruhigte sich die angespannte wirtschaftliche Lage in der Gemeinde nicht. Die französische Besatzung im Vorfeld der Ruhrbesetzung ab 1921, begründet mit nicht geleisteten Reparationen aufgrund des Versailler Vertrags behinderte die Arbeit der Gemeindeorgane. Erkrath gehörte zum Brückenkopf Düsseldorf und war damit Bestandteil der besetzten Zone. Auch später noch war Erkrath Durchmarschgebiet, was hohe Kosten an Quartiergeld verursachte. Zudem gab es bereits konkrete Planungen, große Teile des verbliebenen Waldbestandes des benachbarten Neandertales abzuholzen, da es durch die französische Besetzung des Rheinlands wegen Reparationsleistungen zu einer erheblichen Brennmittelknappheit kam. Durch Initiative eines Bürgerkomitees gelang es jedoch, die Unterschutzstellung des berühmten Ortes zu veranlassen. So wurde das Neandertal das erste Naturschutzgebiet Preußens, ein halbes Jahr vor der Lüneburger Heide und zwei Jahre vor dem Siebengebirge.
Inflation und Weltwirtschaftskrise folgten und trafen auch Erkrath. Eine Neugliederung des Landkreises Düsseldorf-Mettmann im Jahre 1929 brachte wesentliche Veränderungen der Gemeindegrenzen mit sich. Teile von Morp und Ludenberg kamen hinzu, Hochdahl und Bruchhausen wurden ausgegliedert.
Die Nationalsozialisten hatten bei der „Machtergreifung“ 1933 Schwierigkeiten, in Erkrath Fuß zu fassen. Dies war vor allem auf die Bevölkerungsstruktur und die Gegenwehr von Bürgermeister Hallauer zurückzuführen.

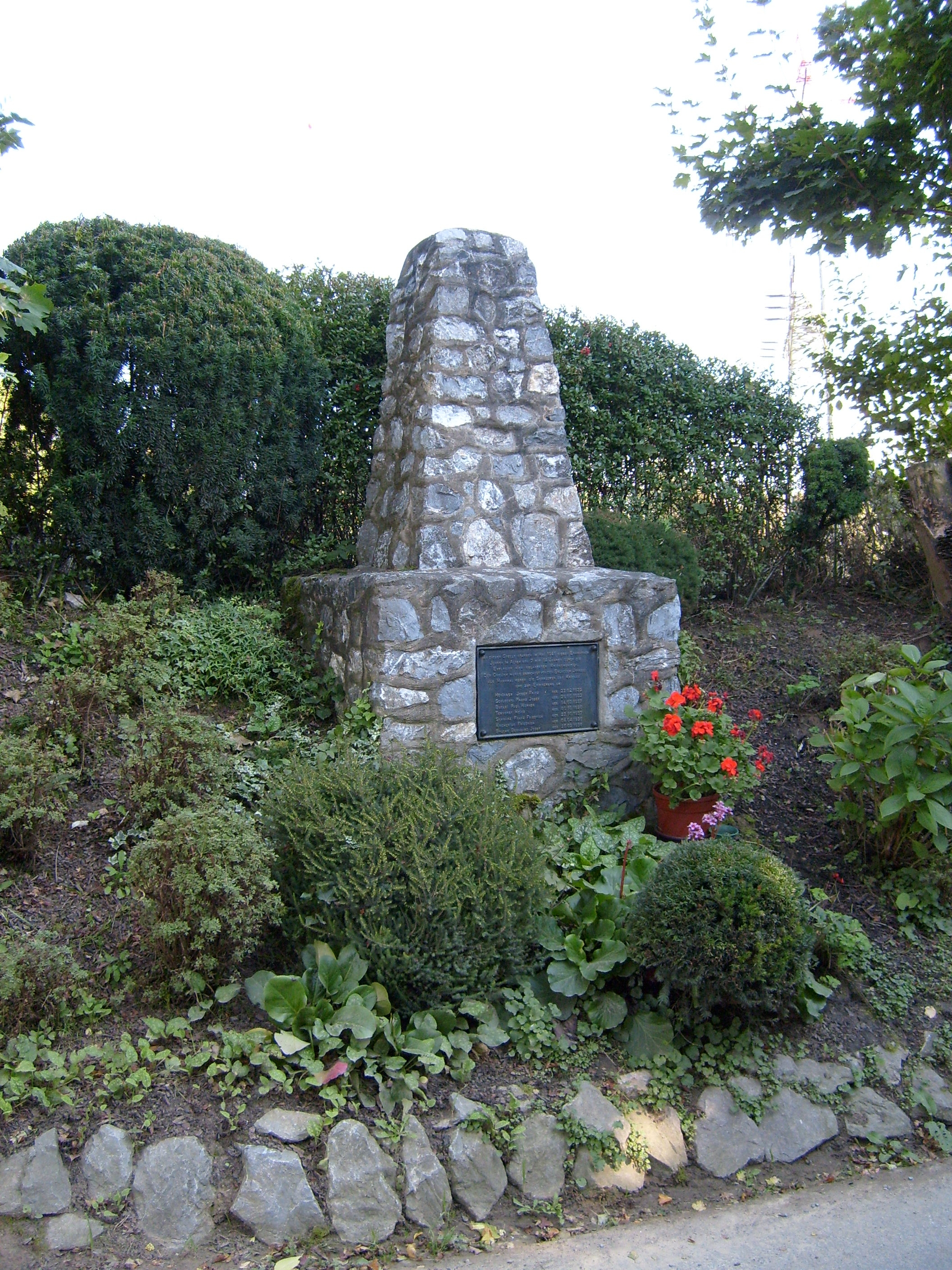
Denkmal an der Stelle, an der in den Nachkriegstagen sieben Kinder bei einer Blindgängerexplosion starben

Die Erkrather Bevölkerung bestand zu einem Teil aus konservativ-katholischer Bauernschaft, die zumeist Zentrum wählte, zum anderen Teil aus SPD und vor allem KPD nahestehenden Arbeitern der regionalen Industrie. Schon in den Jahren vor der Machtergreifung kam es zwischen KPD-Mitgliedern und SA-Truppen zu Schlägereien. Hervorzuheben ist die Ermordung des SS-Scharführers Kurt Hilmer durch Gerresheimer Kommunisten vor dem Gebäude der Erkrather NSDAP-Geschäftsstelle am 20. Juni 1932. Hilmer wurde zu einem Märtyrer der Nazis, die Beschuldigten, auch unbeteiligte Erkrather Kommunisten, wurden hingerichtet. Für Verhöre wurde bevorzugt die knapp hinter der Stadtgrenze zu Mettmann liegende Villa Koburg im Neandertal genutzt.
Bürgermeister Werner Hallauer, der seitens der Ortsgruppenleitung scharf angegangen und ständig diskreditiert wurde, gegen diese agierte und diese aufgrund einer nachgewiesenen Wahlmanipulation bei der Aufsichtsbehörde, dem Landkreis Düsseldorf-Mettmann, anzeigte, wurde 1935 zum Bürgermeister der Stadt Burscheid ernannt und somit „weggelobt“. Die beiden Jahre vorher waren gekennzeichnet von ständigen Streitereien zwischen der Verwaltung unter Hallauer und dem Ortsgruppenleiter Tillmann.
Die NSDAP setzte mit Heinrich Rasche am 17. Juni 1935 ein etabliertes Parteimitglied in dieses Amt ein. Rasche war zuvor Bürgermeister von Heiligenhaus gewesen und vertrat während seiner Amtszeit in Erkrath zeitweise den verstorbenen Bürgermeister von Gruiten.
Während des Zweiten Weltkriegs kam es zwischen 1942 und 1945 zu Bombenabwürfen über der Stadt, die dem nahegelegenen Düsseldorf gelten sollten, mit Sachschäden und einigen Dutzend Todesfällen. Auch Zwangsarbeiter wurden in Erkrath eingesetzt, vor allem zur Unterstützung in der Landwirtschaft, der Beseitigung von Bombenschäden und zur Aushebung von Schützengräben, Panzersperren und ähnlichem.
Am 17. April 1945 marschierten amerikanische Truppen, von Unterbach kommend, in die Stadt ein, besetzten diese und befreiten sie damit von der nationalsozialistischen Herrschaft. Letzte Versuche der Wehrmacht, den Vormarsch aufzuhalten, unter anderem durch Sprengung eines Teiles der Autobahnbrücke, scheiterten.
Das Gedenkbuch – Opfer der Verfolgung der Juden unter der nationalsozialistischen Gewaltherrschaft 1933–1945 verzeichnet namentlich drei jüdische Einwohner Erkraths, die Opfer des Holocausts wurden.
Am 14. Mai 1945 starben nördlich des Nord-Bahnhofes sieben Kinder, als diese unbeaufsichtigt mit liegengelassenen Granaten spielten, bei einer Blindgängerexplosion. Der Heimatverein Ercroder Jonges regte zum Gedächtnis die Aufstellung eines Denkmales an der Stelle des Geschehens an.

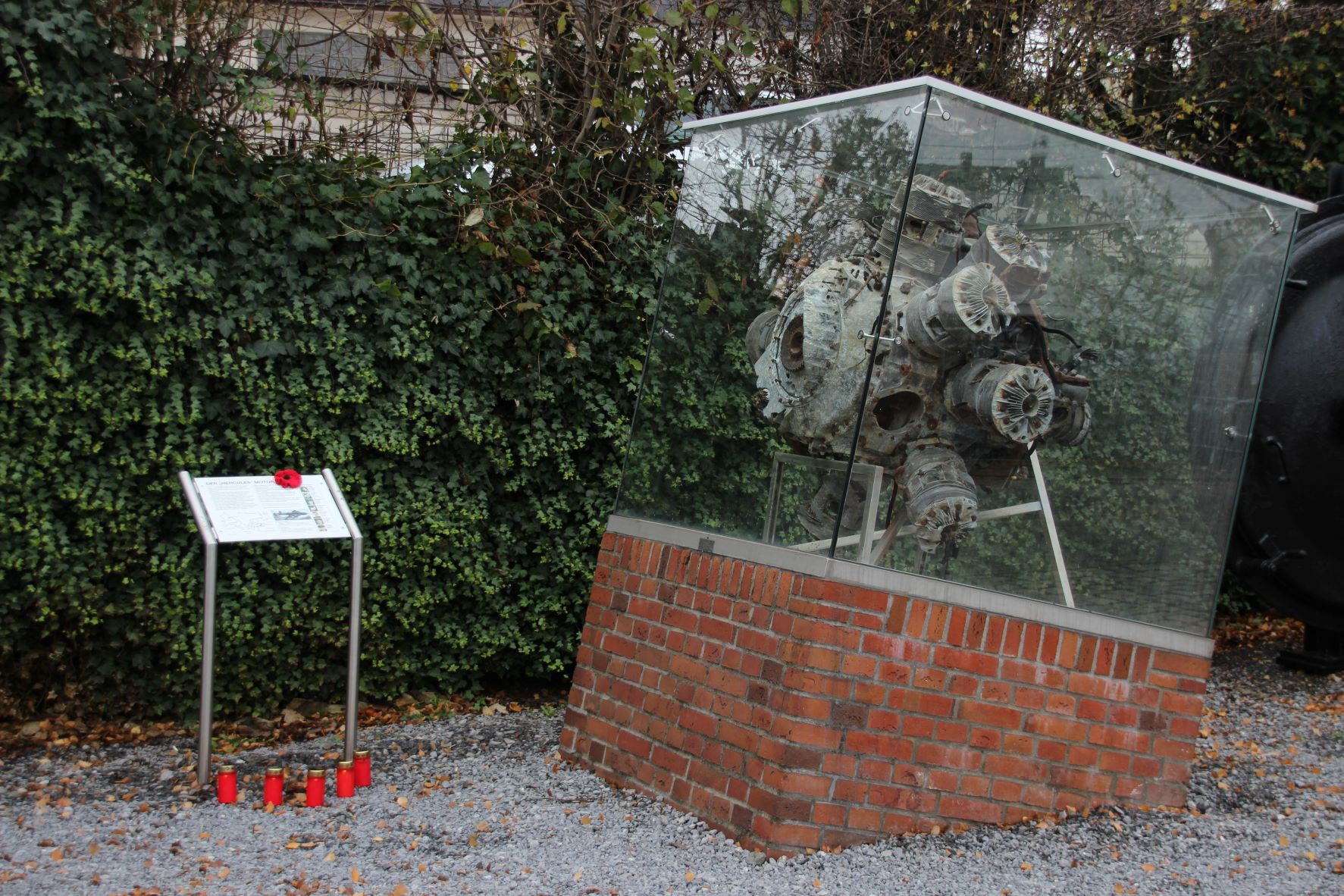
Bristol-„Hercules“-Flugmotor auf dem Gelände des Eisenbahn- und Heimatmuseums Erkrath-Hochdahl

Am 21. November 1944 stürzte in Hochdahl-Trills ein britischer Handley-Page „Halifax“-Bomber ab. Fünf der sechs Besatzungsmitglieder kamen dabei ums Leben. Ein 14-Zylinder-Doppelsternmotor vom Typ Bristol „Hercules“ befand sich über Jahrzehnte auf dem Gelände eines Bauernhofs. Im Jahr 2006 besuchte das letzte noch lebende Besatzungsmitglied des Flugzeugs, ein Kanadier, die Absturzstelle. Heute befindet sich der Flugzeugmotor auf dem Gelände des Eisenbahn- und Heimatmuseum Erkrath-Hochdahl.
Ein weiterer Flugzeugabsturz einer Kriegsmaschine in Erkrath wurde einige Jahre später ebenfalls dokumentiert und aufgearbeitet. Eine auf einer Weidefläche im Stinderbachtal aufgeschlagene Maschine wurde ursprünglich für eine amerikanische B-17 Flying Fortress gehalten, die am 2. November 1944 durch Flaktreffer abstürzte. Bei Recherchen und Grabungen durch ehrenamtliche Mitarbeiter des LVR-Amtes für Bodendenkmalpflege im Jahr 2017 wurde überraschenderweise festgestellt, dass es sich bei der dort abgestürzten Maschine um einen britischen, ebenfalls mit kanadischen Soldaten besetzten, Halifax-Bomber handelt. Dieser Bomber ging am 15. März 1945 in der Spätphase des Krieges nach einem Angriff auf Hagen durch eine Brandbombe eines anderen alliierten Flugzeugs verloren, das in höherer Formation flog. Auch hier konnten nach weiteren Recherchen das betroffene Flugzeug und das Schicksal der Besatzung, von denen drei Soldaten ums Leben kamen und drei weitere sich durch einen Fallschirmsprung retten konnten und in Kriegsgefangenschaft gerieten, minutiös ermittelt werden. Ein schon frühzeitig über Hagen abgesprungener Heckschütze wurde durch die Gestapo hingerichtet. Der genaue Absturzort der amerikanischen B-17 ist nach wie vor unbekannt. Die beim Absturz getöteten Soldaten beider Flugzeuge waren zwischenzeitlich auf dem Kommunalfriedhof an der Kreuzstraße bestattet, wurden aber nach Kriegsende durch die Alliierten ausgebettet und zu anderen Friedhöfen überführt.
In der Nachkriegszeit stieg die Einwohnerzahl Erkraths, bedingt durch den Zuzug von Flüchtlingsfamilien, stark an. Nach und nach wurden rund um den Dorfkern weitere Wohngebiete erschlossen, was bis in die späten 1970er Jahre anhielt.
Im Jahr 1955 wurde die 10.000-Einwohner-Grenze überschritten.
Eine erhebliche Änderung erfuhren die Stadtgrenzen 1975 durch die Gebietsreform in Nordrhein-Westfalen. Durch die Vereinigung mit Hochdahl stieg die Einwohnerzahl bis knapp unter die 40.000-Einwohner-Grenze.
Im Zeitraum vom 14. bis 15. Juli 2021 kam es zu einem verheerenden Hochwasser an der Düssel, bei dem es in Alt-Erkrath zu massiven Schäden kam.

### Stadtteile

#### Hochdahl

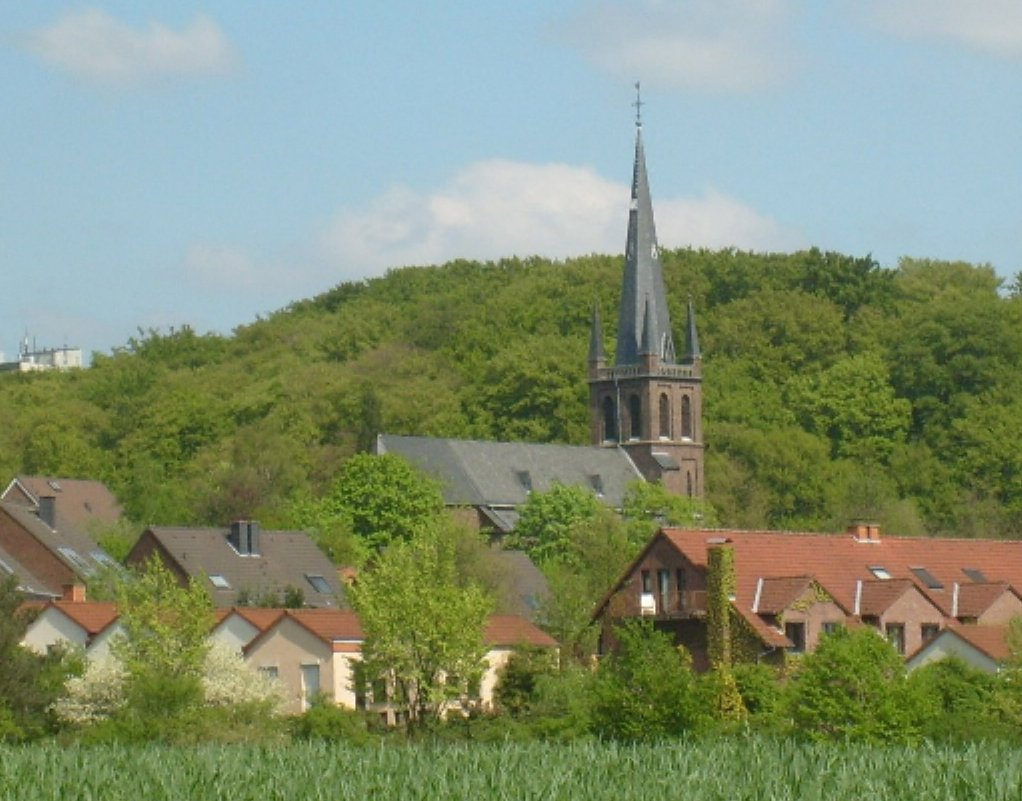
Die St.-Franziskus-Kirche in Hochdahl-Trills

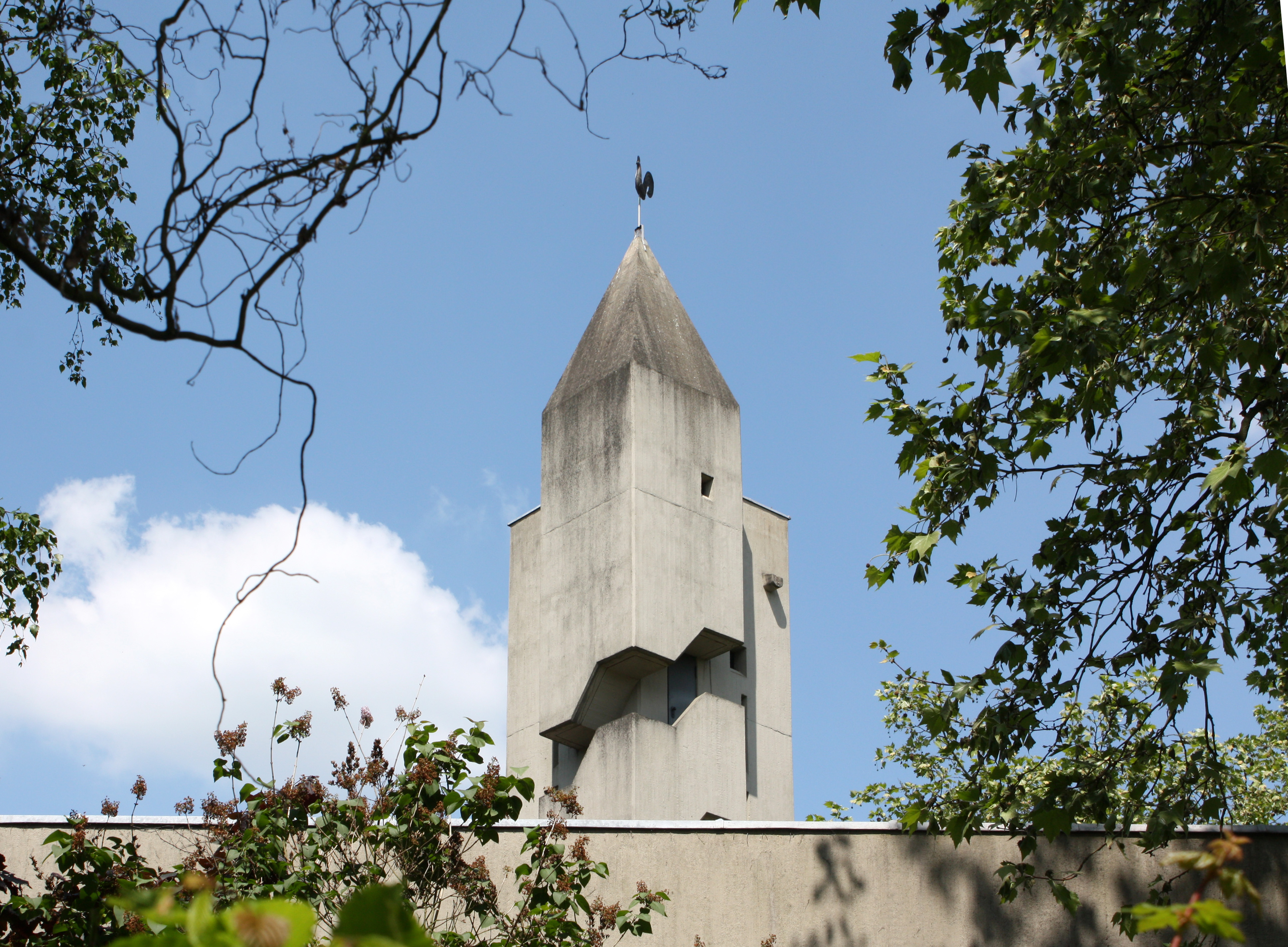
Die Böhmkirche in Hochdahl-Sandheide

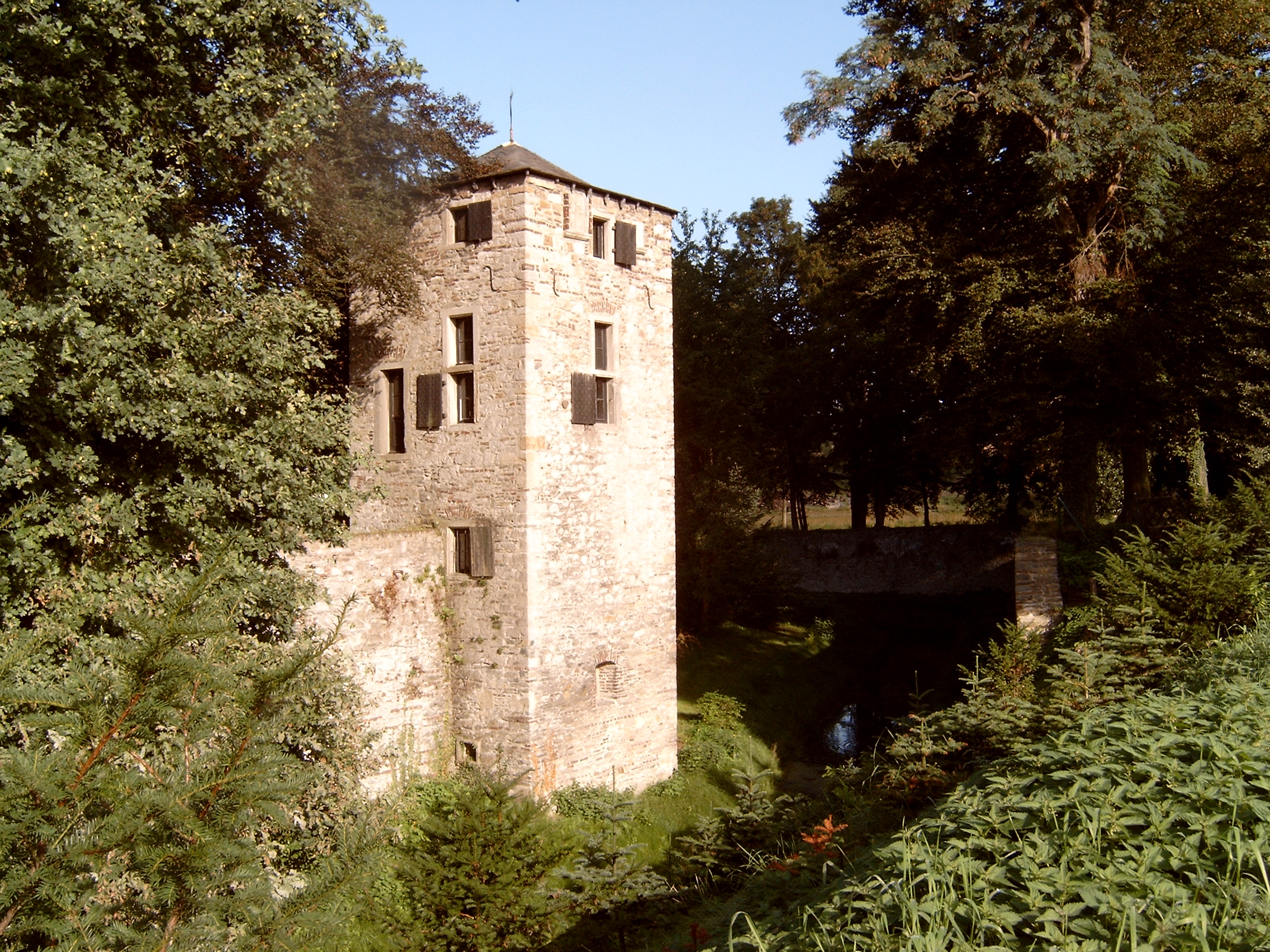
Wachturm von Haus Unterbach

Ein Teil der früheren Gemeinde Hochdahl, insbesondere die Flure an der Bahnlinie Düsseldorf-Elberfeld und dem Eisenerzwerk Eintrachtshütte, war bereits 1898 Bestandteil der neu gegründeten Landbürgermeisterei Erkrath. Im Mittelalter gehörten die Hochdahler Höfe zumeist zum Kirchspiel Erkrath und waren dem Haus Unterbach abgabepflichtig. Der Name Hochdahl als offizielle Gemeindebezeichnung wurde erst 1938 eingeführt, vorher wurde der Name nur als Bezeichnung für die Bahnstation der Düsseldorf-Elberfelder Bahn genutzt, da der im Jahr 1969 abgetragene Hochdahler Hof dem Bahnhof am nächsten war.
Bei einer Neuordnung der Landkreise der Rheinprovinz 1929 wurde Hochdahl wieder aus der Bürgermeisterei ausgegliedert und kam zur Gemeinde Millrath im Amt Gruiten des Kreises Düsseldorf-Mettmann. 1938 wurde die Gemeinde Millrath in Hochdahl umbenannt. Bis 1974 war Hochdahl mit den wesentlich kleineren Gemeinden Gruiten (heute ein Stadtteil von Haan) und Schöller (heute ein Stadtteil von Wuppertal) Bestandteil der Amtsverwaltung Gruiten. Im Zuge der kommunalen Neugliederung des Landes Nordrhein-Westfalen, die am 1. Januar 1975 in Kraft trat, wurden die Amtsverwaltungen abgeschafft. Viele Gemeinden verloren ihre Selbstständigkeit. Hochdahl wurde nach Erkrath eingemeindet.
Das heutige Hochdahl entstand ab Anfang der 1960er Jahre unter der Bezeichnung Neue Stadt Hochdahl als sogenannte New Town (engl. für Neue Stadt), eine Entlastungsstadt, für Düsseldorf. Dafür wurde im Dezember 1960 die Entwicklungsgesellschaft Hochdahl (EGH) gegründet.
Hochdahl ist heute der größte und östlichste Stadtteil von Erkrath. Durch den Ort fließt der Sedentaler Bach. Die Größe Hochdahls beträgt etwa 1.300 ha bei ungefähr 27.500 Einwohnern.

#### Unterfeldhaus
Unterfeldhaus ist der kleinste der drei Stadtteile. Ursprünglich gehörte die Flurfläche Unterfeldhaus (der Name entstammt vom Hof Velthusen, erstmals erwähnt 1218) zum Rittergut Haus Unterbach. Das Haus Unterbach selbst befindet sich nicht im (seit 1975 Düsseldorfer) Stadtteil Unterbach, sondern gegenüber auf der anderen Straßenseite im (Erkrather) Unterfeldhaus. In Unterfeldhaus befindet sich das größte Industrie- und Gewerbegebiet der Stadt, an den Bundesautobahnen 3 und 46 gelegen. Unterfeldhaus ist heute durch Einfamilien- und Reihenhäuser sowie durch Eigentumswohnungen geprägt und hat mit dem Neuenhausplatz ein kleinstädtisches Zentrum.

### Einwohnerentwicklung
Die vielfach veröffentlichten Einwohnerzahlen bezogen sich oftmals auf unterschiedliche Stadtgrenzen und Hinzurechnungen von Honschaften aus der Umgebung.
| Jahr | Einwohner |
| ---- | --------- |
| 1815 | 522       |
| 1832 | 634       |
| 1875 | 1.657     |
| 1885 | 4.655     |
| 1895 | 4.865     |
| 1898 | 5.166     |
| 1900 | 5.784     |
| 1909 | 6.169     |
| 1910 | 6.392     |
| 1913 | 6.599     |
| 1918 | 6.622     |
| 1925 | 7.085     |

| Jahr | Einwohner |
| ---- | --------- |
| 1926 | 7.125     |
| 1933 | 6.211     |
| 1934 | 6.332     |
| 1939 | 6.800     |
| 1949 | 8.700     |
| 1950 | 8.850     |
| 1953 | 9.686     |
| 1954 | 9.785     |
| 1955 | 10.824    |
| 1956 | 11.371    |
| 1957 | 11.800    |
| 1958 | 12.375    |

| Jahr | Einwohner |
| ---- | --------- |
| 1959 | 12.618    |
| 1960 | 14.010    |
| 1963 | 15.300    |
| 1964 | 16.067    |
| 1966 | 17.531    |
| 1970 | 20.015    |
| 1973 | 21.616    |
| 1976 | 36.238    |
| 1977 | 37.863    |
| 1982 | 43.865    |
| 1984 | 44.131    |
| 1986 | 44.925    |

| Jahr | Einwohner |
| ---- | --------- |
| 1988 | 46.792    |
| 1992 | 48.332    |
| 1998 | 49.548    |
| 2001 | 48.793    |
| 2002 | 48.652    |
| 2004 | 47.475    |
| 2006 | 46.790    |
| 2007 | 46.957    |
| 2008 | 46.340    |
| 2009 | 46.084    |
| 2010 | 45.963    |
| 2011 | 46.042    |

| Jahr | Einwohner |
| ---- | --------- |
| 2012 | 43.812    |
| 2013 | 43.639    |
| 2014 | 43.700    |
| 2015 | 44.086    |
| 2016 | 44.413    |
| 2017 | 44.409    |
| 2018 | 44.384    |
| 2019 | 43.992    |
| 2020 | 43.878    |
| 2021 | 43.594    |
| 2022 | 43.856    |

Einwohnerentwicklung seit 1815. Vergleichbare Datenpunkte sind verbunden, siehe Text.

Die Einwohnerzahlen von 1815 und 1832 beziehen sich auf das Kerndorf Erkrath, das heutige (Alt-)Erkrath, ohne die umliegenden Höfe (Bavier, Brück, Hochdahl, Gink, Dorp, Kemperdick, Unterfeldhaus, Rohrsmühle, Unterbach, Fette Erde etc.) mitzuzählen.
Das Jahr 1875 beinhaltet die Einwohnerzahl von Erkrath einschließlich der Honschaften Unterbach und Dorp. Die Zahlen von 1885 bis 1926 gelten für die neu eingerichtete Landbürgermeisterei Erkrath inklusive Unterbach, Dorp und Hochdahl, die Zahlen von 1933 bis 1973 für die Gemeinde (ab 1966 Stadt) Erkrath inklusive der Ortschaft Unterbach, aber ohne Hochdahl. Ab 1976 gelten die Einwohnerdaten für die neue Stadt Erkrath nach der Gebietsreform inklusive Hochdahl und Unterfeldhaus, aber ohne Unterbach, das nach Düsseldorf eingegliedert wurde.
Einwohnerzahlen für das Kerndorf aus der Zeit vor 1815 sind nicht bekannt. In den verschiedenen Quellen werden oft weitere Zahlen für verschiedene Honschaften und Gemeindeteile genannt, beispielsweise für Unterbach und Hochdahl, sowie für Erkrath mit oder ohne Hinzuzählung diverser Höfe. So wird bereits 1792 für das gesamte Kirchspiel Erkrath, bestehend aus den Honschaften Erkrath, Ellscheid, Bruchhausen, Dorp und Unterbach eine Gesamteinwohnerzahl von 1853 genannt, für das Jahr 1890 nur für das Dorf und die Honschaft Erkrath 2.295 und für das Jahr 1914 3.356 Personen.
Der Einbruch der Einwohnerzahlen zwischen 2011 und 2012 erklärt sich aus dem Ergebnissen des Zensus 2011, durch den die Einwohnerzahlen neu erfasst und korrigiert wurden.

## Politik
Seit 1999 wird der Bürgermeister von den Bürgern der Stadt direkt gewählt und ist seitdem auch hauptamtliches Stadtoberhaupt und gleichzeitig Leiter der Stadtverwaltung. Das Amt des Stadtdirektors wurde dazu abgeschafft. Neben den im bundesweiten Parteienspektrum bekannten Parteien wurde auch die Wählergemeinschaft Bürger mit Umweltverantwortung (BmU), eine Gruppierung, die sich 1988 gründete, in den Stadtrat gewählt. Einige Jahrzehnte lang bis 1994 war die Unabhängige Wählergemeinschaft (UWG) ebenfalls Bestandteil des Erkrather Stadtrats, bis diese Gruppierung in den BmU aufging. Die BmU ist wiederum Mitglied bei der UWG-ME.

### Stadtrat
Der Stadtrat setzt sich wie folgt zusammen:
- Linke: 2
- Grüne: 10
- Fraktionslos: 1
- SPD: 7
- BmU: 6
- FDP: 2
- CDU: 18
- AfD: 2

| Partei                                        | 1999 | 1999  | 2004 | 2004  | 2009 | 2009  | 2014 | 2014  | 2020 | 2020  |
| Partei                                        | %    | Sitze | %    | Sitze | %    | Sitze | %    | Sitze | %    | Sitze |
| --------------------------------------------- | ---- | ----- | ---- | ----- | ---- | ----- | ---- | ----- | ---- | ----- |
| Christlich-Demokratische Union (CDU)          | 51,0 | 21    | 44,4 | 18    | 34,8 | 16    | 36,4 | 15    | 38,0 | 18    |
| Sozialdemokratische Partei Deutschlands (SPD) | 28,2 | 11    | 28,3 | 11    | 22,6 | 11    | 25,5 | 11    | 16,1 | 8     |
| Bündnis 90/Die Grünen (Grüne)                 | 8,1  | 3     | 11,2 | 4     | 15,5 | 7     | 14,0 | 6     | 20,5 | 10    |
| Bürger mit Umweltverantwortung (BmU)          | 7,6  | 3     | 9,3  | 4     | 18,7 | 9     | 17,7 | 7     | 11,9 | 6     |
| Freie Demokratische Partei (FDP)              | 4,8  | 2     | 6,9  | 3     | 7,3  | 3     | 4,3  | 2     | 4,7  | 2     |
| Die Linke                                     | –    | –     | –    | –     | –    | –     | 2,1  | 1     | 3,7  | 2     |
| Alternative für Deutschland (AfD)             | –    | –     | –    | –     | –    | –     | –    | –     | 5,1  | 2     |

### Bürgermeister

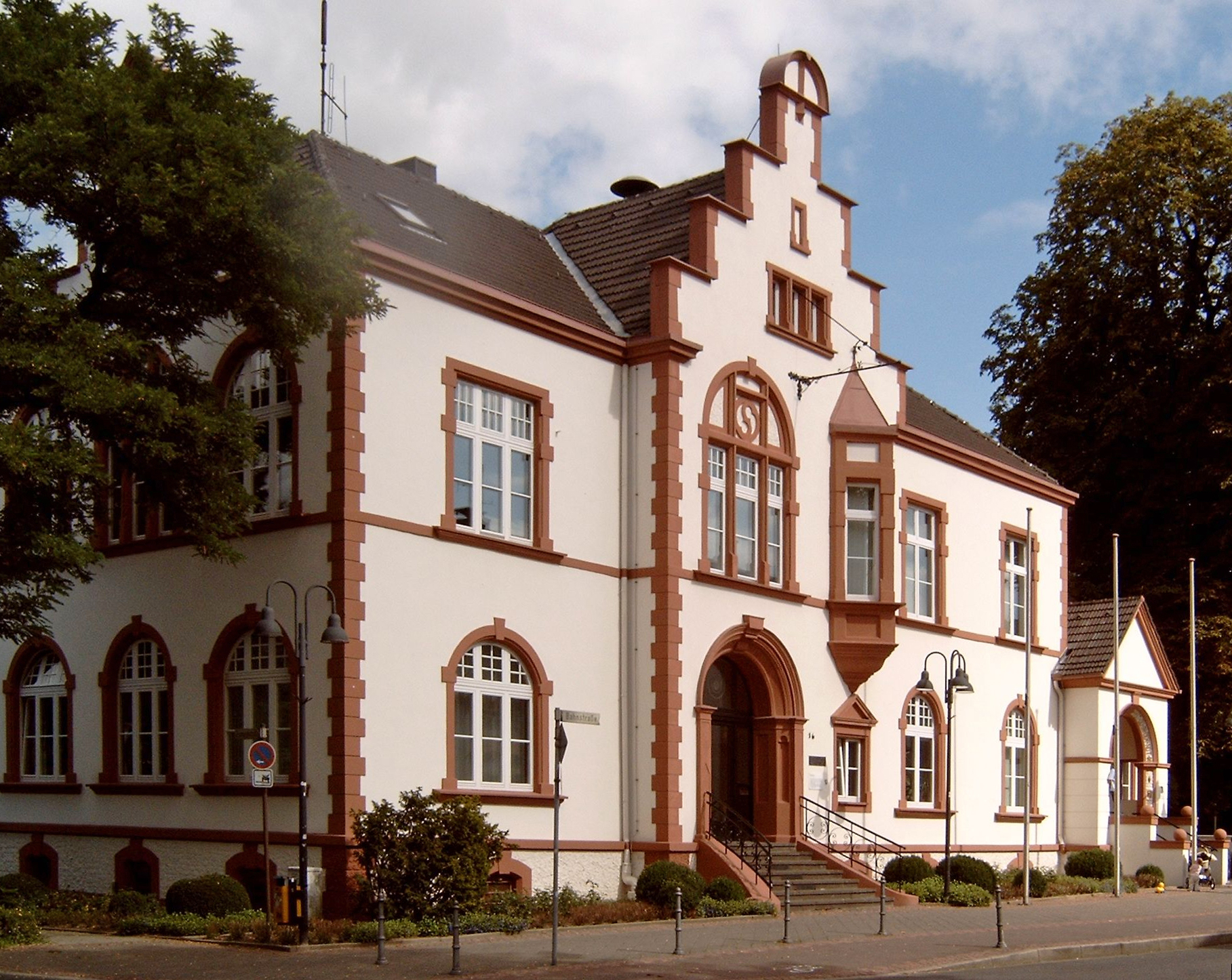
Rathaus Erkrath

- Otto Bender (1878–1898) (noch Samtgemeinde Gerresheim, zu der Erkrath damals gehörte)
- Johann Kaiser (1898–1907) (Bau des alten Rathauses 1899)
- Franz Zahren (1907–1930)
- Werner Hallauer (1930–1935)
- Heinrich Rasche (1935–1945), NSDAP, später FDP
- Wilhelm Broch (1945–1946) (wechselte ins Amt des Gemeindedirektors)
- August Westerholz (1946), SPD
- Hermann Moritz (1946–1949), CDU
- Alex Bendt (1949–1954), SPD
- Gertrud Thomé (später verh. Küpper) (1954–1956), CDU
- Alex Bendt (1956–1961), SPD (zum zweiten Mal)
- Gertrud Küpper (geb. Thomé) (1961–1963), CDU (zum zweiten Mal)
- Johannes van Oost (1963–1964), DZP, später UWG
- Gertrud Küpper (geb. Thomé) (1964–1972), CDU (zum dritten Mal)
- Hans Weyer (1972–1974), SPD
- Aloys Kiefer (1975–1983), CDU
- Gloria Ziller (1983–1989), CDU
- Rudolf Unger (1989–1999), SPD
- Arno Werner (1999–2015), CDU
- Christoph Schultz (seit 2015), CDU[140][141]

### Gemeinde-/Stadtdirektoren (1946–1999)
- Wilhelm Broch (1946–1953)
- Albert Peters (1953–1982)
- Helmut Günter (1982–1990)
- Bernd Sundhoff (1990–1999)

### Bundestagswahlen
Die Stadt gehört zum Bundestagswahlkreis Mettmann I.

### Wappen
Der Stadt Erkrath wurde zuletzt am 14. September 1977 ein Wappen, ein Siegel und eine Flagge verliehen.

Wappen
Wappen von 1938 bis 1977
Wappen der ehem. Gemeinde Hochdahl
Siegel
Flagge
Ehemaliges Logo

Blasonierung: „In Silber (Weiß) über einem grünen Tal ein rotes Mühlrad, überhöht von einem blau bewehrten, blau bezungten und blau gekrönten schreitenden roten Löwen.“
Das alte Wappen der Gemeinde Erkrath aus dem Jahre 1938, entworfen vom Heraldiker Wolfgang Pagenstecher, zeigt den Bergischen Löwen und die 1935 erbaute Neandertalbrücke, die das grüne Tal der Düssel etwas unterhalb des Neandertals überspannt. Die Blasonierung lautet: „Unter silbernen (weißen) Schildhaupt, darin ein schreitender blau gekrönter, bewehrter und bezungter roter Löwe, in Blau eine silberne (weiße) Brücke über einem aus zwei an den Schildrändern ansteigenden grünen Bergen gebildeten Tal.“ Aus diesem Wappen und dem 1939 ebenfalls von Pagenstecher entworfenen Hochdahler Wappen mit dem Millrather Mühlrad wurde das Wappen der neuen Stadt Erkrath im Juni 1977 vom Heraldiker Lothar Müller-Westphal aus Düren neu entworfen. Die Blasonierung des Hochdahler Wappens lautet: „In Silber (Weiß) über einem grünen Tal ein rotes Mühlrad.“

### Siegel
Beschreibung: „Die Stadt Erkrath führt ein Dienstsiegel mit dem Stadtwappen in schwarz-weißer Umrisszeichnung. Umschrift oben: STADT, Umschrift unten: ERKRATH. Über einem Tal ein Mühlrad, überhöht von einem gekrönten schreitenden Löwen.“

### Flagge
Beschreibung: „Rot-Weiß längsgestreift (gemeint ist quergestreift) im Verhältnis 1:1, in der Mitte das Wappen der Stadt.“

### Städtepartnerschaften
Eine Städtepartnerschaft besteht mit dem britischen Distrikt West Lancashire. Des Weiteren besteht eine Städtefreundschaft mit Leinefelde in Thüringen, dem Geburtsort von Johann Carl Fuhlrott (1804–1877), dem Entdecker des Neandertalers. Eine Patenschaft hat Erkrath für Port-de-Paix (Haiti) übernommen. Zwischen 1981 und 2019 bestand eine Städtepartnerschaft mit dem französischen Cergy-Pontoise; dieser Gemeindeverbund ist – genau wie Hochdahl – eine in den 1960er Jahren gebaute Ville nouvelle (Neue Stadt).

## Religion

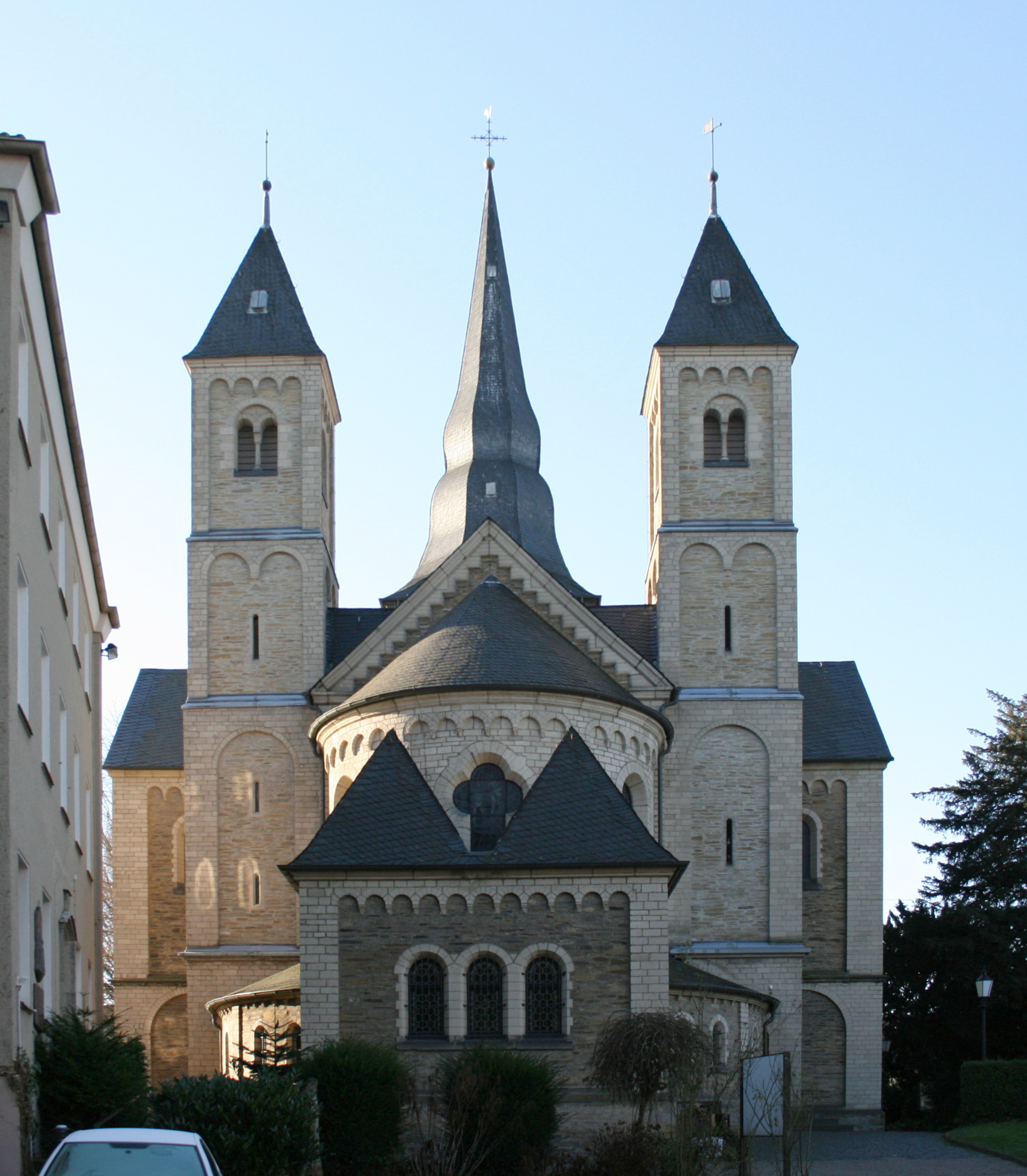
Katholische Kirche Sankt Johannes der Täufer Erkrath

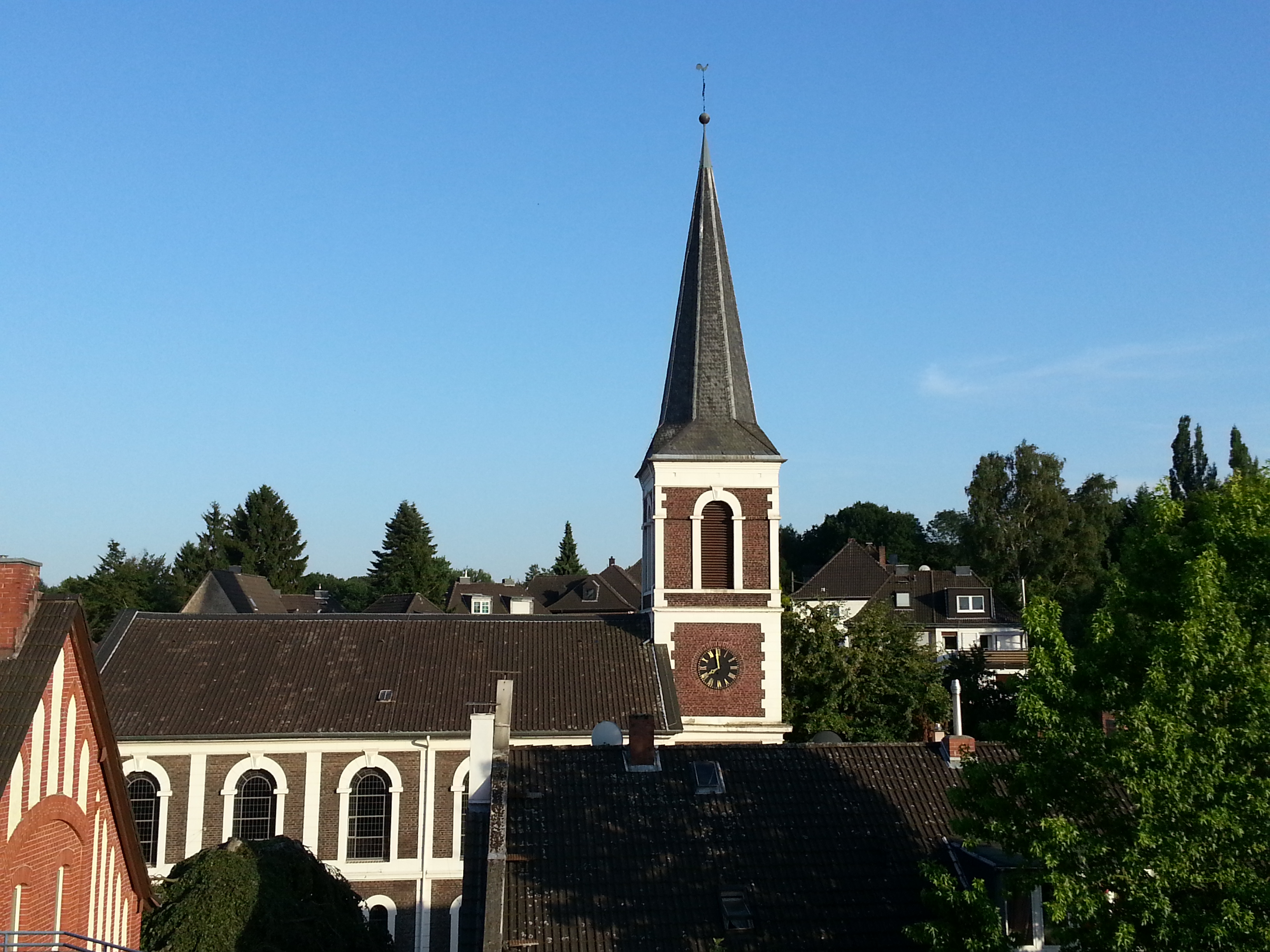
Evangelische Pfarrkirche Erkrath

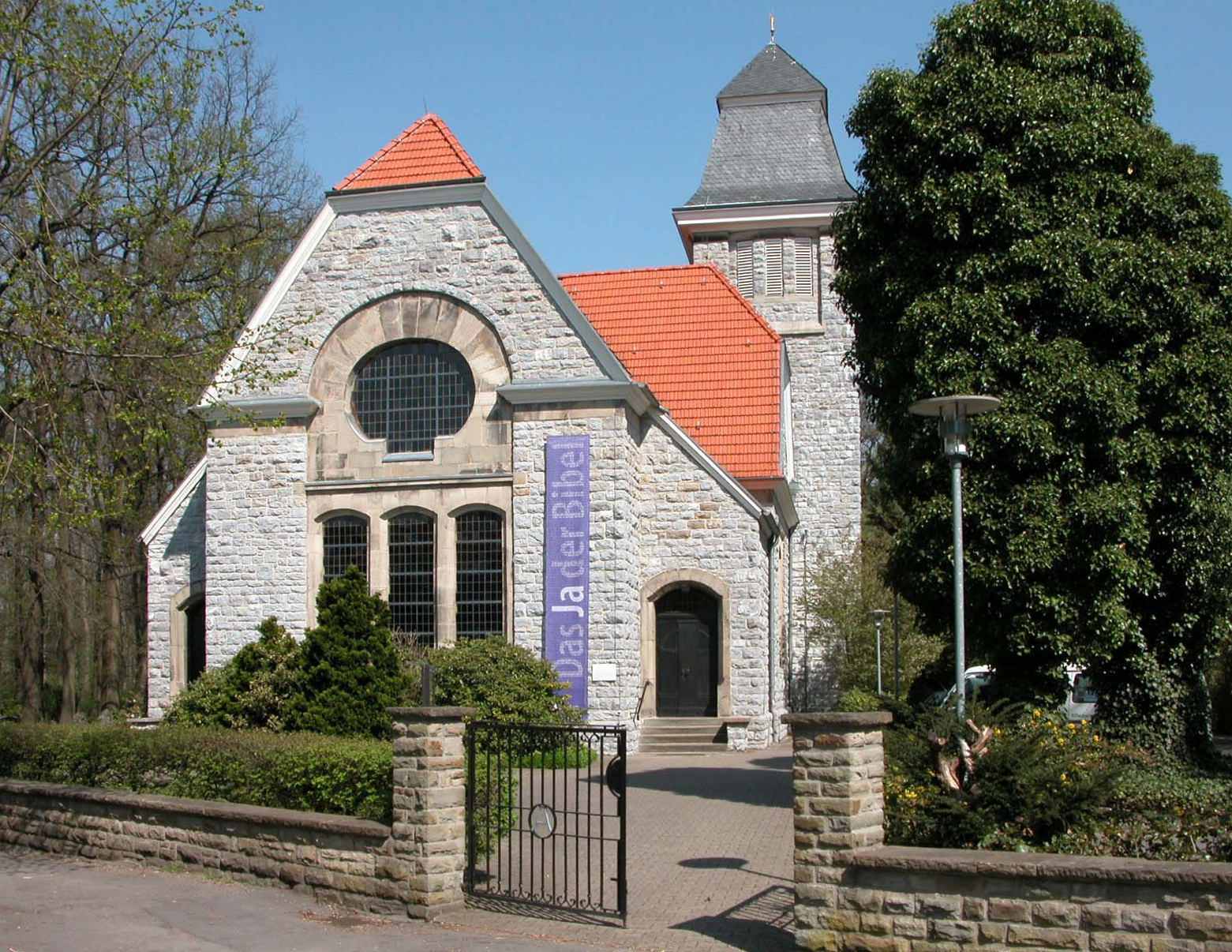
Evangelische Neanderkirche Hochdahl

Im Gegensatz zu vielen anderen Gemeinden der Umgebung blieb Erkrath in der frühen Neuzeit lange katholisch, da der Herr des Hauses Unterbach reformatorische Tendenzen bekämpfte.

### Katholische Gemeinden
Die katholische Kirche umfasst heute die Gemeinde Johannes der Täufer und Mariä Himmelfahrt mit den Kirchen „St. Johannes“ in Erkrath und „Mariä Himmelfahrt“ in Düsseldorf-Unterbach und die Gemeinde St. Franziskus von Assisi in Hochdahl mit den Kirchen „St. Franziskus“ in Trills und „Heilig Geist“ in Sandheide (erbaut 1967–1974 von Gottfried Böhm). Die Pfarrkirche St. Johannes ist vermutlich das älteste noch bestehende Gebäude und durch ihre ungewöhnliche Größe eine städtebauliche Dominante in Erkrath. Baubeginn war vermutlich das späte 12. Jahrhundert, ebenso weisen Aufzeichnungen auf die Existenz eines Kanonicus in dieser Zeit für Erkrath hin. Neben Gut Falkenberg in Hochdahl befindet sich die „St.-Antoniuskapelle“ auf einer Motte aus dem frühen 17. Jahrhundert. Das Gemeindezentrum in Unterfeldhaus gehört zur Kirche St. Mariä Himmelfahrt in Unterbach. Beide Kirchengemeinden gehören dem Kreisdekanat Mettmann im Erzbistum Köln an.

### Evangelische Gemeinden
Die evangelische Kirchengemeinde in Erkrath besteht aus zwei Gemeinden. Die Gemeinde Erkrath umfasst folgende Bezirke: Kirche und Gemeindezentrum Erkrath, das Gemeindezentrum Unterfeldhaus und die Paul-Gerhard-Kirche in Unterbach, sie dehnt sich also, wie die katholische Kirche, über die Stadtgrenze hinaus aus. Die Gemeinde Hochdahl, gegründet 1926, besteht heute ebenfalls aus drei Bezirken, der Neanderkirche, dem Paul-Schneider-Haus und dem Gemeindezentrum Sandheide. Eine reformierte evangelische Gemeinde in Erkrath wurde 1611 auf der 4. Synode in Düsseldorf angeführt. Danach musste durch die Unterdrückung der Reformation im Herzogtum Berg diese Gemeinde sich formal auflösen. Erst ab 1677 ist eine evangelische Gemeinde wieder in Erkrath nachweisbar. Die Besitzerin des Hauses Bavier gestattete den Protestanten, Gottesdienste im Gutshof abzuhalten, später schenkte sie der Gemeinde Grund, um dort eine erste kleine Fachwerkkirche zu errichten. Der erste Gottesdienst wurde dort am 1. November 1685 abgehalten. Ein Turm mit zwei Glocken wurde 1737 gebaut. Da das alte Kirchengebäude bereits gegen Ende des 18. Jahrhunderts aus Platzgründen und wegen baulicher Mängel abgetragen werden musste, wurde zwischen 1828 und 1831 etwa 200 Meter westlich der katholischen Kirche an der Bahnstraße der heutige Kirchenbau im Stil einer rheinischen Predigtkirche erbaut. Das zunächst flache Dach des Turmes wurde 1885/86 nach der Anschaffung von drei Glocken durch die heutige Spitzhaube ersetzt.

### Evangelisch-Freikirchliche Gemeinde
Die Anfänge der Evangelisch-Freikirchlichen Gemeinde Erkrath reichen in die 1970er Jahre zurück. Ihre Gemeindeglieder trafen sich zunächst in der Hochdahler katholischen St.-Antonius-Kapelle zum Gottesdienst, dann im Bürgerhaus und danach in einem größeren Privathaus. Gegen Ende der 1980er Jahre wurden die unteren Räume eines Geschäftshauses in der Nähe des Hochdahler Bahnhofs als Gemeindezentrum angemietet. Heute besitzt die Gemeinde eine eigene Kirche in Unterfeldhaus. Das Zentrum trägt den Namen Treffpunkt Leben.

### Übrige Religionsangehörige
Für die meisten in Erkrath wohnhaften Angehörigen anderer Religionsgemeinschaften bestehen im Stadtgebiet keine eigenständigen Gemeinden oder Gebetsstätten, sowohl die auch die jüdischen und orthodoxen Bürger nutzen hierfür Andachtsstätten im benachbarten Düsseldorf. Die muslimische Gemeinschaft hat eine Moschee neben dem Fernheizkraftwerk Hochdahl eingerichtet. Die Gebetsstätte wird vom Kulturverein gepflegt.

## Kultur und Sehenswürdigkeiten

### Denkmäler

#### Kirche St. Johannes der Täufer

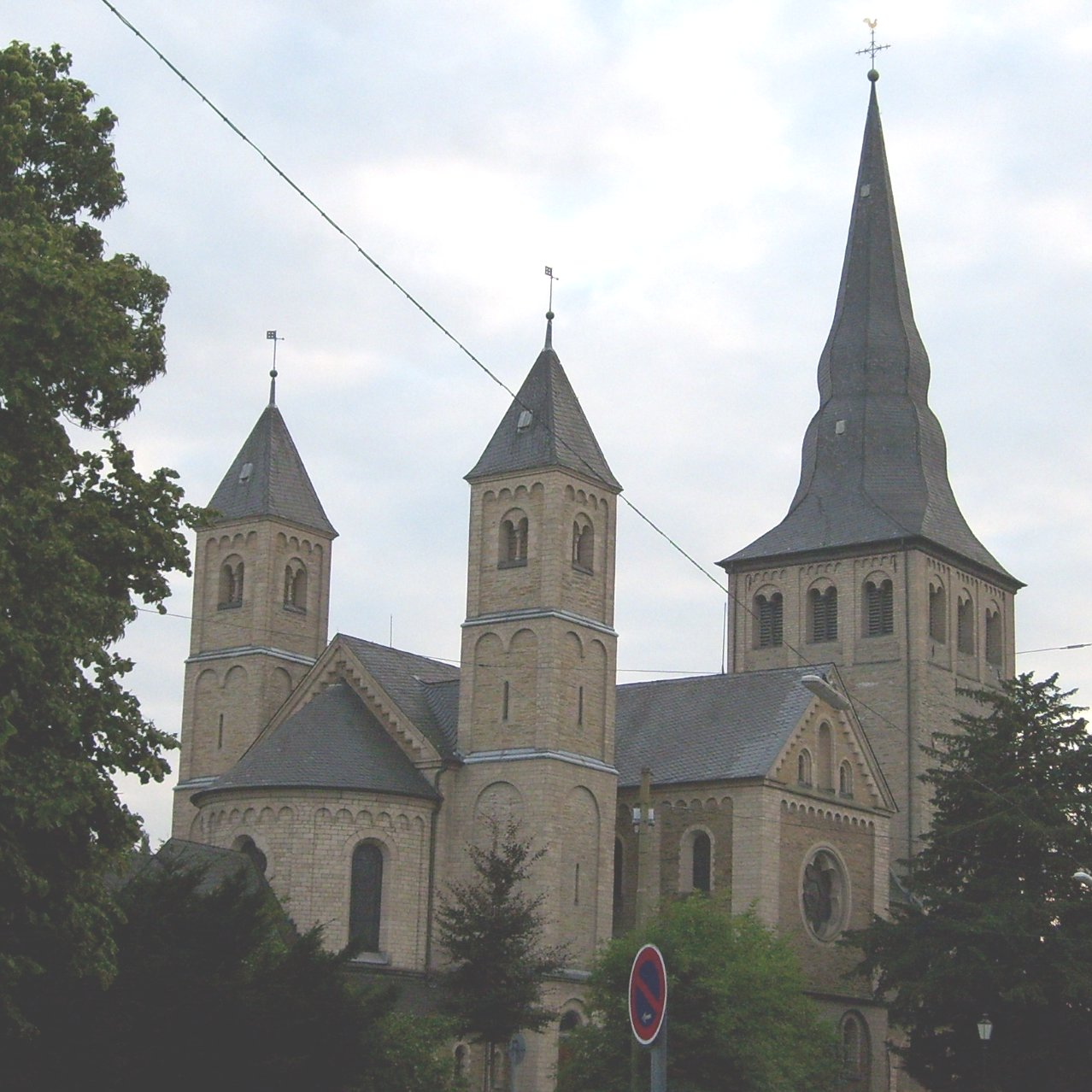
Katholische Kirche Sankt Johannes der Täufer Erkrath

Das vermutlich älteste, heute noch vorhandene Gebäude der Stadt, die katholische Kirche St. Johannes der Täufer, entstand in ihren älteren Teilen (Langhaus, Chorquadrat mit Apsis) als dreischiffige Pfeiler-Basilika vermutlich im Laufe des 12. Jahrhunderts. Die Kirche befindet sich auf der ersten vom Düsselhochwasser nicht gefährdeten Anhöhe im Tal. Genaue Bau- und Fertigstellungsdaten, sowie die Bauherren dieser Kirche, die für die damals kleine Ortschaft Erkrath außergewöhnlich großdimensioniert ist, sind heute nicht mehr feststellbar. Es wird vermutet, dass die Initiative zum Bau der Kirche vom Stift Kaiserswerth oder vom Stift Gerresheim ausging, wobei Kaiserswerth wahrscheinlicher erscheint, da drei der sechs bis 1494 urkundlich nachweisbaren Pfarrer auch ein Kanonikat des Stiftes Kaiserswerth innehatten. In einer Urkunde des Stiftes Werden von 1194 wird erstmals ein Kaiserswerther Kanoniker Lodewicus, Pastor der Kirche zu Erkerode als Zeuge einer Vereinbarung zwischen dem Stift Werden und dem Stift Kaiserswerth über die Aufteilung der Einkünfte des Gutes Hasselbeck erwähnt. Diese Urkunde verbriefte der damalige Abt Heribert, der sich auf eine frühere Vereinbarung des Abtes Adolf, eines seiner Vorgänger im Amt, bezog. Dieser Abt Adolf amtierte von 1160 bis 1174, woraus abgeleitet werden kann, dass innerhalb dieses Zeitraums der noch sehr kleine Ort bereits eine Pfarrkirche hatte. Teile der ältesten Bausubstanz sind romanisch. Erst im 14. Jahrhundert sollen Mittelschiff und Turmhalle mit Kreuzrippengewölben ausgestattet worden sein. Dies ist nach einem 1987 erstelltes Gutachten des Rheinischen Amtes für Denkmalpflege mittlerweile anzuzweifeln, da dieses zu dem Ergebnis kam, dass das westliche Gewölbe im nördlichen Seitenschiff sowie die Mauerflucht des Obergadens im Mittelschiff aus der Bauphase des 12. Jahrhunderts stammen. Der große und mächtige Westturm hingegen wird zu einem späteren Zeitpunkt angebaut worden sein. Hermann von Alffter, im 15. Jahrhundert Glockengießer aus Alfter bei Bonn, schuf 1454 für die Pfarrkirche eine Glocke. Die heute vorhandene barocke Schweifhaube des Turmes ist 1785 datiert. Sie wurde nach einem Blitzschlag 1855 teilerneuert. Die Sakristei sowie die beiden kleinen Osttürme entstanden bei einer dringend notwendigen Erweiterung und Renovierung an der Wende zum 20. Jahrhundert.
Über die Stauferzeit und die weiteren 200 Jahre nach Fertigstellung ist nichts bekannt, auch die Patronatsherren (vermutet werden die Besitzer des Hauses Bavier) sind nicht nachweisbar. Erst gegen 1400 werden die Herren des Hauses Unterbach als solche erwähnt, die sich zum Schutz und zur Instandhaltung der Kirche verpflichteten, die Pfarrer auswählten und einsetzten und das Recht hatten, in einer kleinen Seitenkapelle der Kirche (die 1901 durch den Anbau und die beiden Osttürme ersetzt wurde) bestattet zu werden. Da bisher keine Nachweise für einen Vorgängerbau an dieser Stelle erkenntlich sind, ist von einer Bauzeit der Pfarrkirche von 1100 bis 1160 auszugehen.

#### Heiligenhäuschen

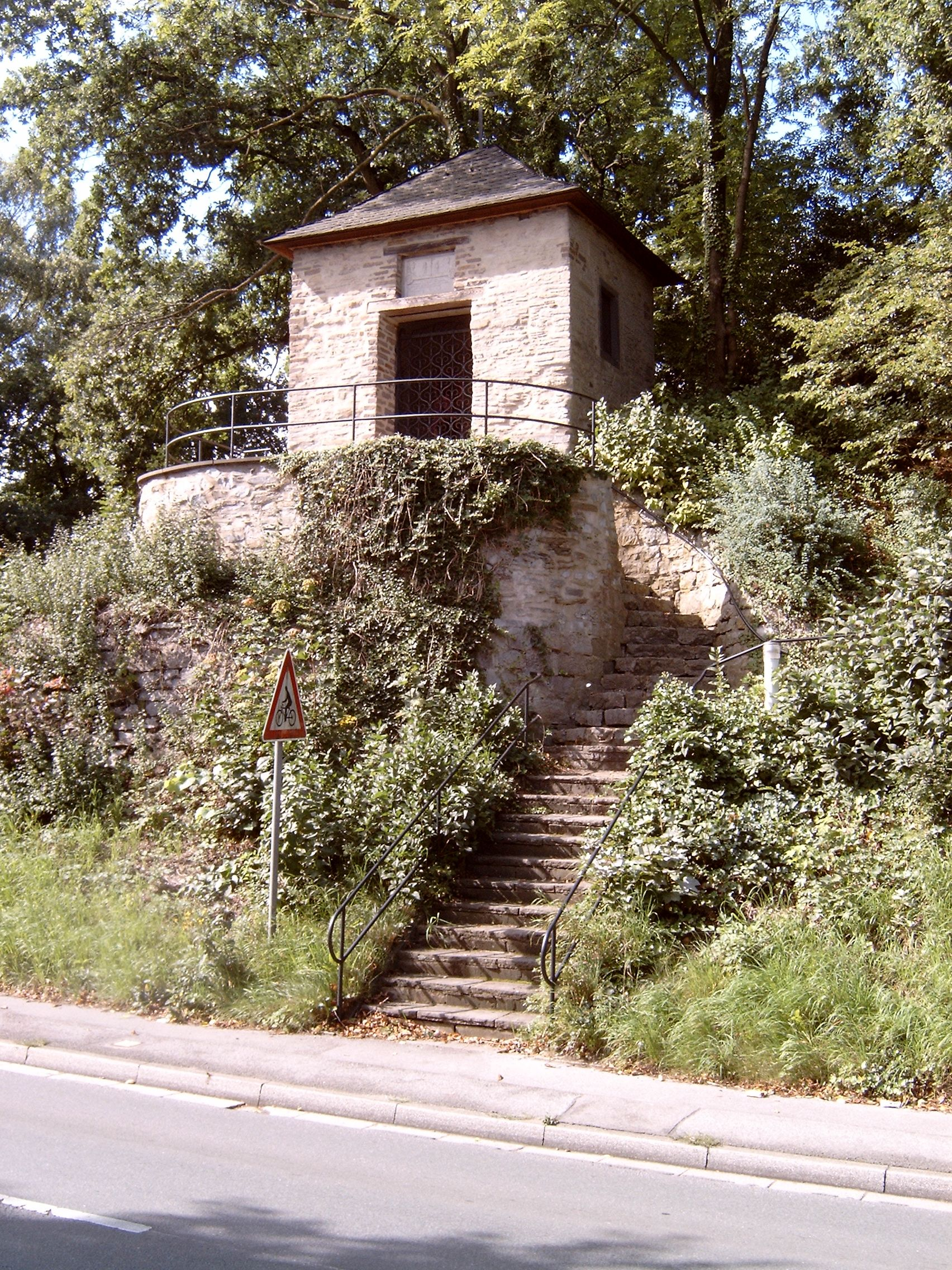
Das Heiligenhäuschen

Auf dem Gipfel des Korresberges oberhalb Erkraths am Weg nach Unterbach befindet sich direkt an der Kreuzung zum Römerweg eine kleine, frei zugängliche Kapelle, das Heiligenhäuschen.
Zeitpunkt und Grund der Errichtung sind unbekannt. Frühere Vermutungen und Überlieferungen, dass die Kapelle im 8. oder 9. Jahrhundert entstanden ist und eventuell eine altgermanische Kultstätte oder altchristliche Begräbnisstätte war, können nicht nachgewiesen werden. Der Erkrather Arzt und Heimatautor Johann Heinrich Bongard vermutete 1835 gar „eine Schlacht aus alter Zeit“ oder „die ruhenden Gebeine von vielen Erschlagenen“. Bongard wird in seiner Publikation vielmehr die Antoniuskapelle in Hochdahl gemeint haben, auf die die dort gemachten Beschreibungen passen. Andere Vermutungen nennen das späte 15. Jahrhundert als Bauzeitpunkt, was ungefähr mit der Gründung der Schützenbruderschaft zusammenfällt. Es ist wahrscheinlich, dass es sich bei dem Gebäude schon immer um eine Andachtsstätte handelte. Bis ins 19. Jahrhundert wurden dort Karfreitagsprozessionen und Messen abgehalten. Das erste greifbare Jahr ist 1617, in dem auf eine Restaurierung des Heiligenhäuschens hingewiesen wurde. Oberhalb des Einganges befindet sich eine Steinplatte mit einer Kreuzigungsszene und dem Text: AD HONOREM DEI SACELLIUM HOC RENOVATUM SUMPTIBUS BERNARDI A GOHR JUDICIS MEDMANNI ET CHRISTINAE CLUTEN CONIUGUM. ANNO 1617 (Zur Ehre Gottes wurde diese Kapelle renoviert auf Kosten des Bernard von Gohr, Richter in Mettmann, und der Christine Cluten, Eheleute. Im Jahre 1617). Warum das Gebäude damals bereits renovierungsbedürftig war, ob aus Altersgründen oder aufgrund von Beschädigungen während des Truchsessischen Krieges, ist unklar. Zum Ende des 19. Jahrhunderts war die Kapelle erneut in einem sehr schlechten Zustand, sodass der Erkrather Vikar Münch eine Sammlung auch bei namhaften Düsseldorfer Bürgern initiierte. Dadurch konnte 1910 eine umfassende Sanierung begonnen werden. Der Dachstuhl mit Kreuz und das Schieferdach wurden erneuert, das Mauerwerk wurde ausgebessert und neu verfugt. Eine weitere Sanierung war 1985/1986 nötig. Dabei wurden zwei Begräbnisplatten von Herren des Hauses Unterbach, die bisher am Turm der katholischen Kirche hingen, in die Kapelle verbracht, damit sie dort den Witterungseinflüssen weniger ausgesetzt sind. Die Sankt-Sebastians-Bruderschaft hat die Patenschaft über die Kapelle übernommen und ist mit der Pflege und dem Erhalt des Gebäudes betraut.

#### Haus Unterbach

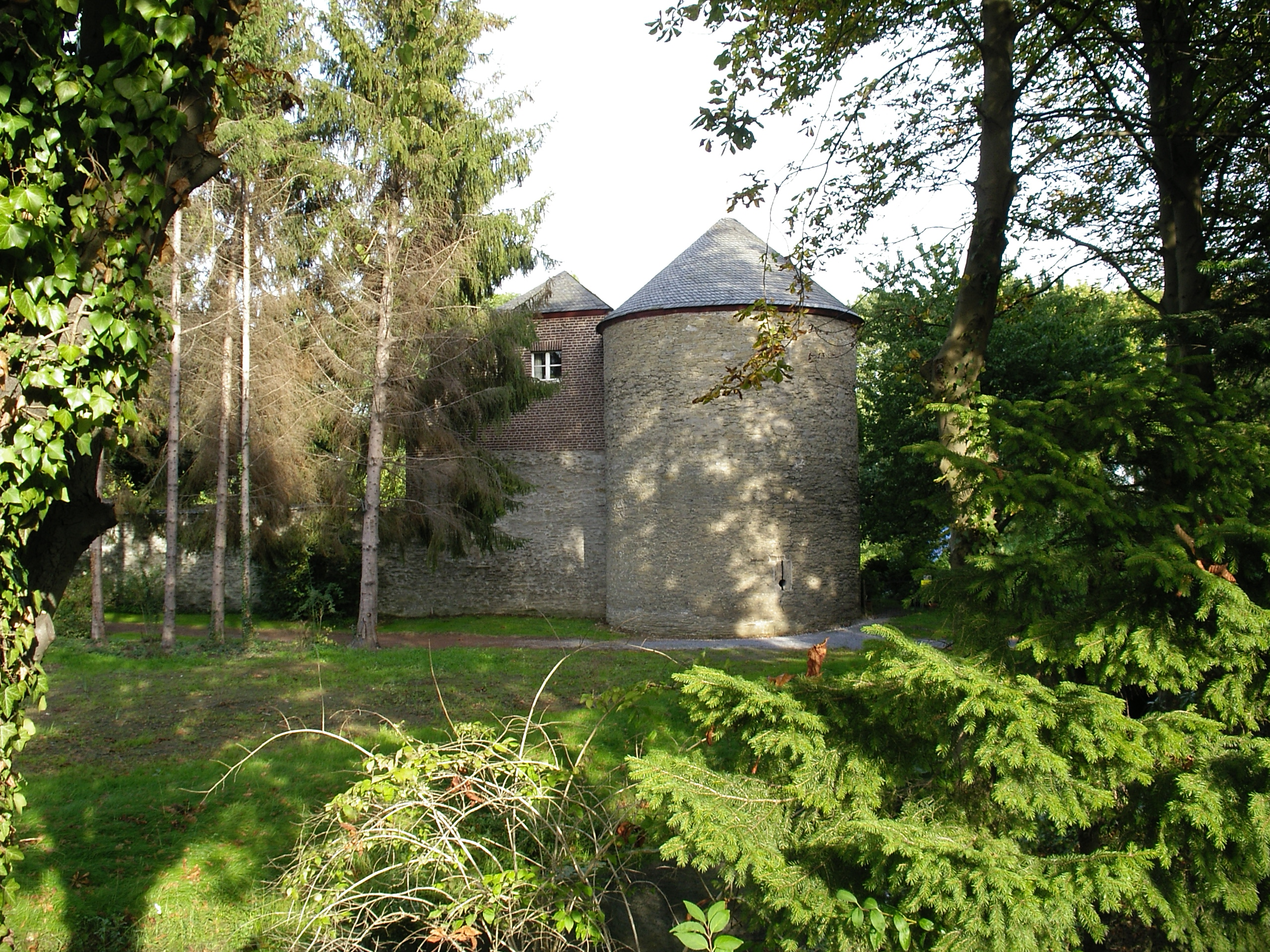
Haus Unterbach – der Rundturm

In Erkrath-Unterfeldhaus befindet sich das Haus Unterbach.
Ein Herrensitz an diesem Ort wurde vermutlich zu Zeiten der Karolinger errichtet. Wohl aus Furcht vor den Ungarn, die den Nachbarort Gerresheim und dessen Stift fast vollständig niederbrannten, oder vor Wikingerangriffen wurde dieser um 900 erstmals zu einer Burg erweitert, ein historischer Nachweis hierfür steht jedoch aus. Als Rittersitz wurde es 1169 zum ersten Male beurkundet. Vermutlich um 1300 kam es zu dem heutigen massiven Ausbau der Befestigung mit bis zu 1,20 Meter dicken umlaufenden Mauern, vier Türmen mit bis zu zwei Meter dicken Wänden und Schießscharten. Dazu war es von einem breiten Wassergraben umgeben. Teile der umlaufenden Mauer und drei der Türme sind heute noch erhalten, ein Torturm, ein Gerichtsturm und ein Rundturm. Ein weiterer Rundturm, das ehemalige Verlies, wurde bis zur Höhe des Herrenhauses abgerissen und in dieses integriert. Teile des Zugbrückenmechanismus sind ebenfalls noch im Torturm erhalten. Die Gartenanlage der Burg und des umgebenden Geländes wurde von dem bekannten Landschaftsarchitekten Maximilian Friedrich Weyhe (1775–1846) geschaffen, zu dessen zahlreichen Werken auch der Düsseldorfer Hofgarten und die weltberühmte Königsallee gehören.

#### Villa Bayer
Die Villa Bayer ist ein denkmalgeschütztes Gebäude in Hochdahl. Es wurde 1899 von Arthur Meckel erbaut, die Architekten waren Heinrich Kayser und Karl von Großheim. Im Laufe der Jahre wurde das Gebäude um eine Ostterrasse mit seltenen Säulen und eine Südterrasse erweitert. 1910 erwarb Friedrich Bayer die Villa. Die Küche mit Servanteneingang und eigenem Treppenhaus besaß früher einen fensterlosen Gläserraum. Unter anderem gehörten umfangreiche Waldflächen, zwei Bauernhöfe sowie Forst-, Gärtner-, Kutscher- und Gästehaus zur Anlage.

### Sehenswürdigkeiten

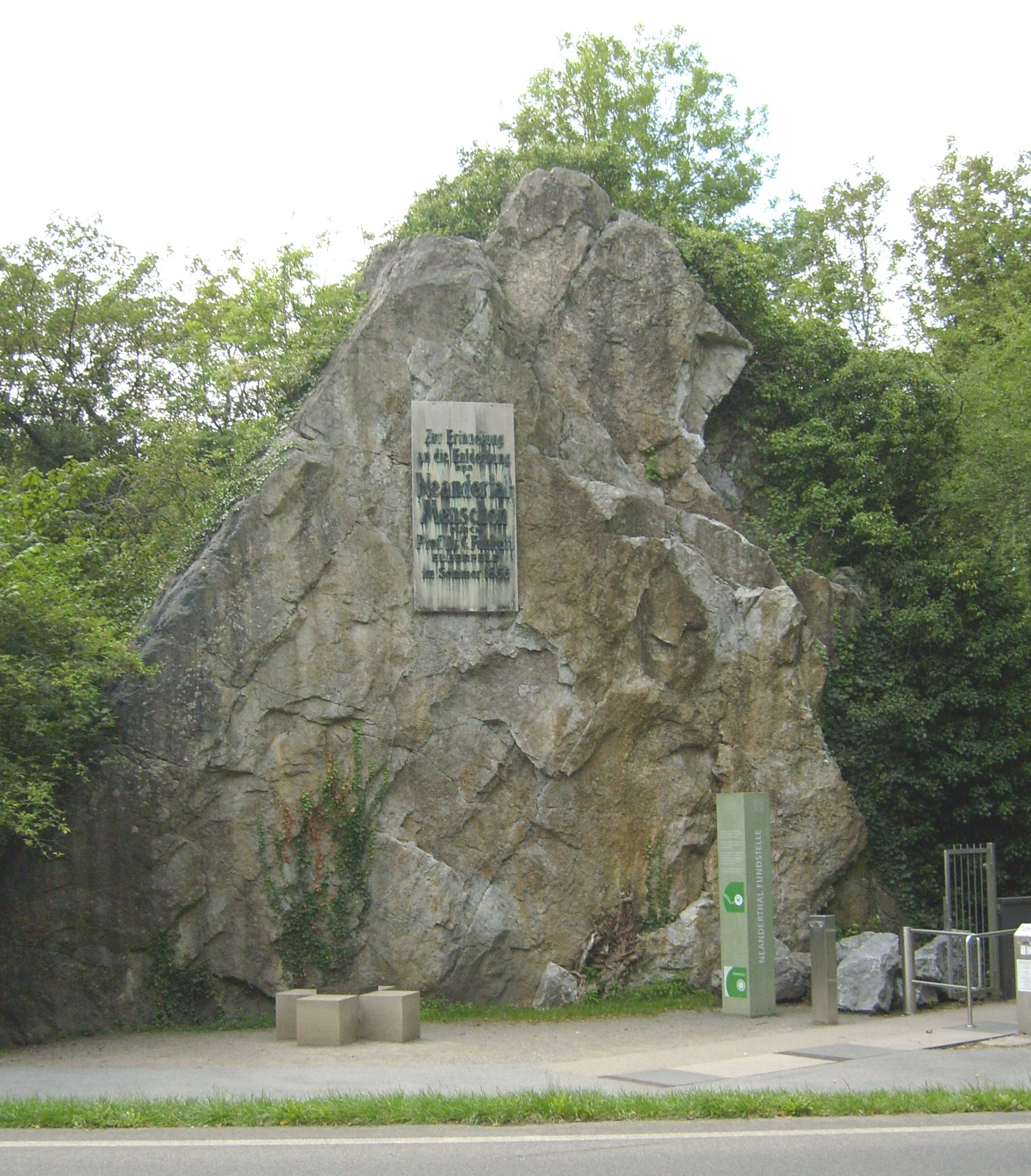
Der Rabenstein im Neandertal

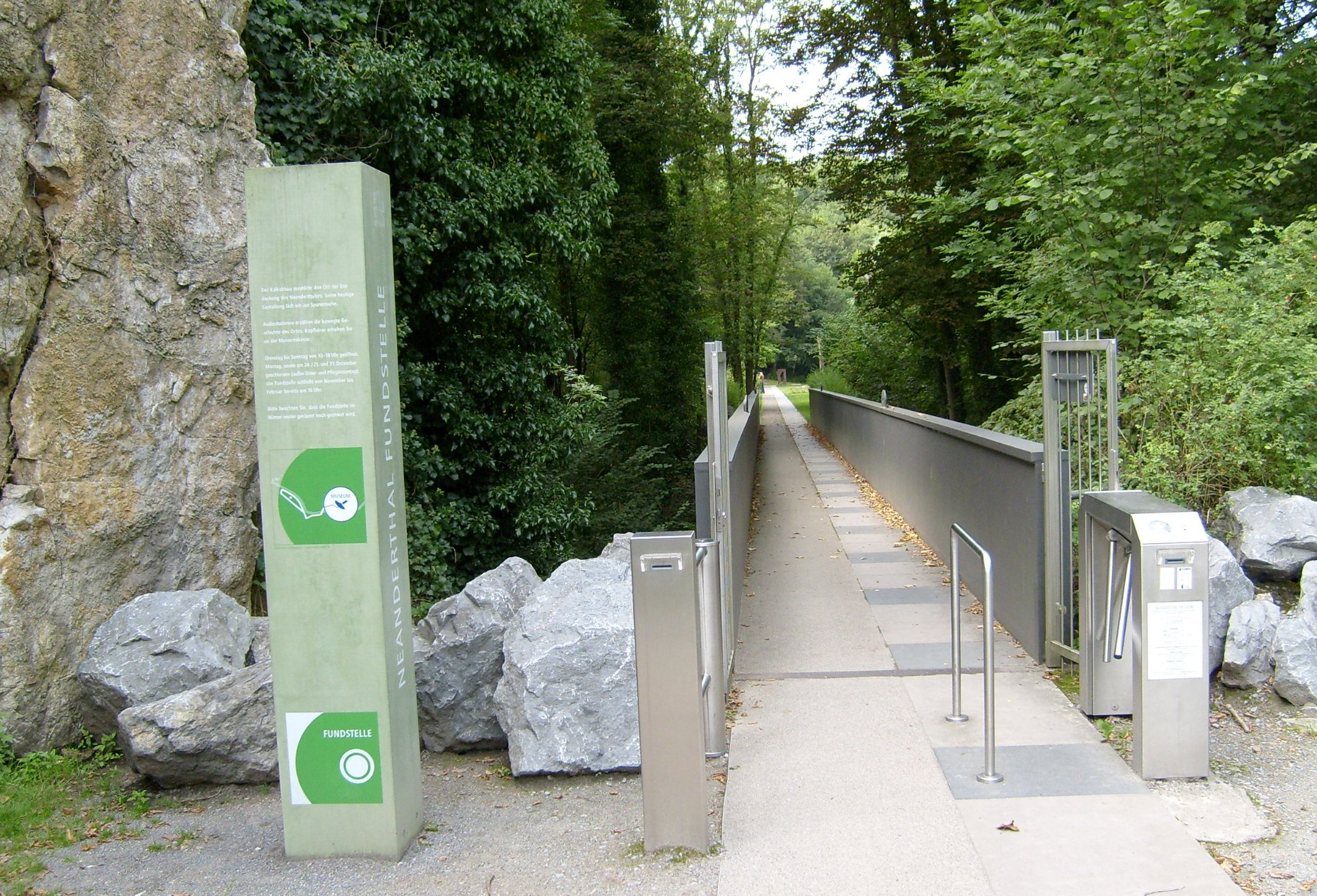
Zugang zur Fundstelle des Neandertalers

#### Neandertal
Das Neandertal mit mehreren Naturschutzgebieten und seinem modernen, 1996 wenige Meter hinter der Stadtgrenze in Mettmann eröffneten Neanderthal Museum für Ur- und Frühgeschichte mit Kopien der Knochenfunde des Neandertaler-Fossils Neandertal 1, dessen wissenschaftliche Bedeutung 1856 als erster Johann Carl Fuhlrott erkannte, hat weltweites Renommee. Der Evolutionspfad ist ein als Zeitstrahl eingerichteter Wanderweg an der Düssel entlang zum über das Museum zugänglichen Fundort des Neandertalers in Erkrath. Im ehemaligen Neanderthalmuseum aus dem Jahre 1938 finden Veranstaltungen des neuen Museums statt, unter anderem befindet sich dort eine Steinzeitwerkstatt für Kinder. An den Wanderwegen im Neandertal ist der Kunstweg MenschenSpuren, ein Skulpturenweg aus dem Spannungsfeld Mensch – Natur mit Werken von elf Künstlern eingerichtet.
In der näheren Umgebung befindet sich auch das 1935 gegründete, 23 Hektar große Eiszeitliche Wildgehege Neandertal, in dem Tarpane, Wisente und Heckrinder zu beobachten sind.

#### Museum Lokschuppen
Das Museum Lokschuppen an der Steilrampe der Eisenbahnstrecke Düsseldorf–Wuppertal in der Nähe des ehemaligen Bahnhofs und heutigen Haltepunkts Hochdahl dokumentiert die Geschichte der ersten Eisenbahn im Westen Deutschlands.
Restaurierte Lokomotiven, Ausstellungen zur Eisenbahngeschichte und ein Restaurant runden das Angebot ab. Zeitweilig werden dort Veranstaltungen wie Jazz-Konzerte und Modellbau-Ausstellungen durchgeführt.

#### Unterbacher See

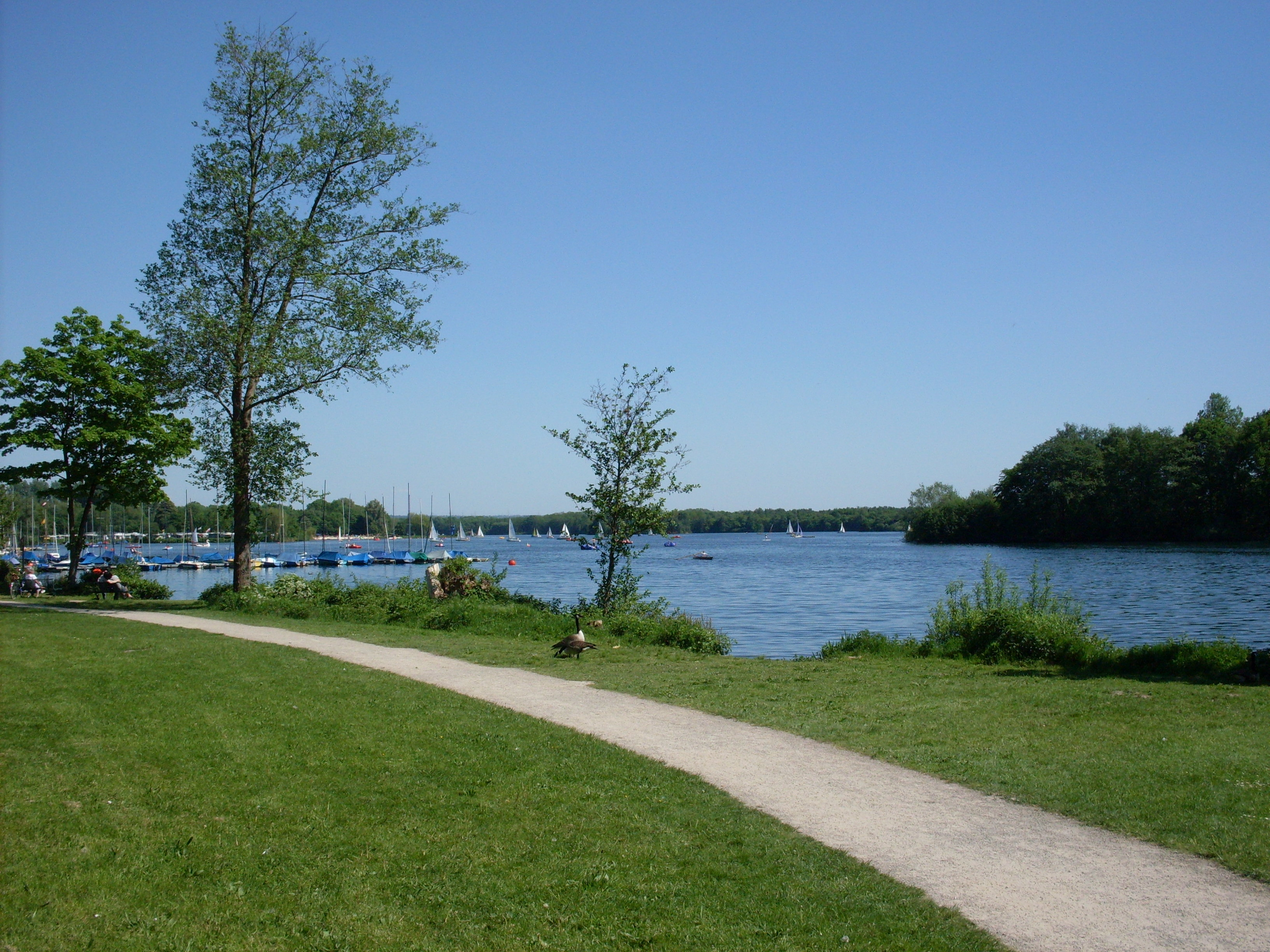
Unterbacher See Blick nach Osten vom Nordufer

Die Stadt Erkrath ist zusammen mit den Städten Düsseldorf und Hilden Mitglied im Zweckverband Unterbacher See. Der Baggersee ist die traditionelle Freizeitanlage für die Einwohner mit vielen Angeboten für Wassersportler und Sonnenanbeter. Der Unterbacher See war bis 1975 Teil der Stadt Erkrath, bis bei der kommunalen Neugliederung der Stadtteil Unterbach mit dem See in das benachbarte Düsseldorf eingemeindet wurde. Das durch Auskiesung zwischen 1926 und 1973 entstandene Gewässer ist 83,6 Hektar groß und bis zu 13,4 m tief. An den Ufern befinden sich Campingplätze, Badestrände und Restaurants, ein Minigolfplatz, ein kleiner Segelboothafen mit Bootsverleih, ein Hochseilgarten sowie ein von Düsseldorfer und Erkrather Schulen genutzter Ruderboothafen.

#### Observatorium Neanderhöhe und Planetarium

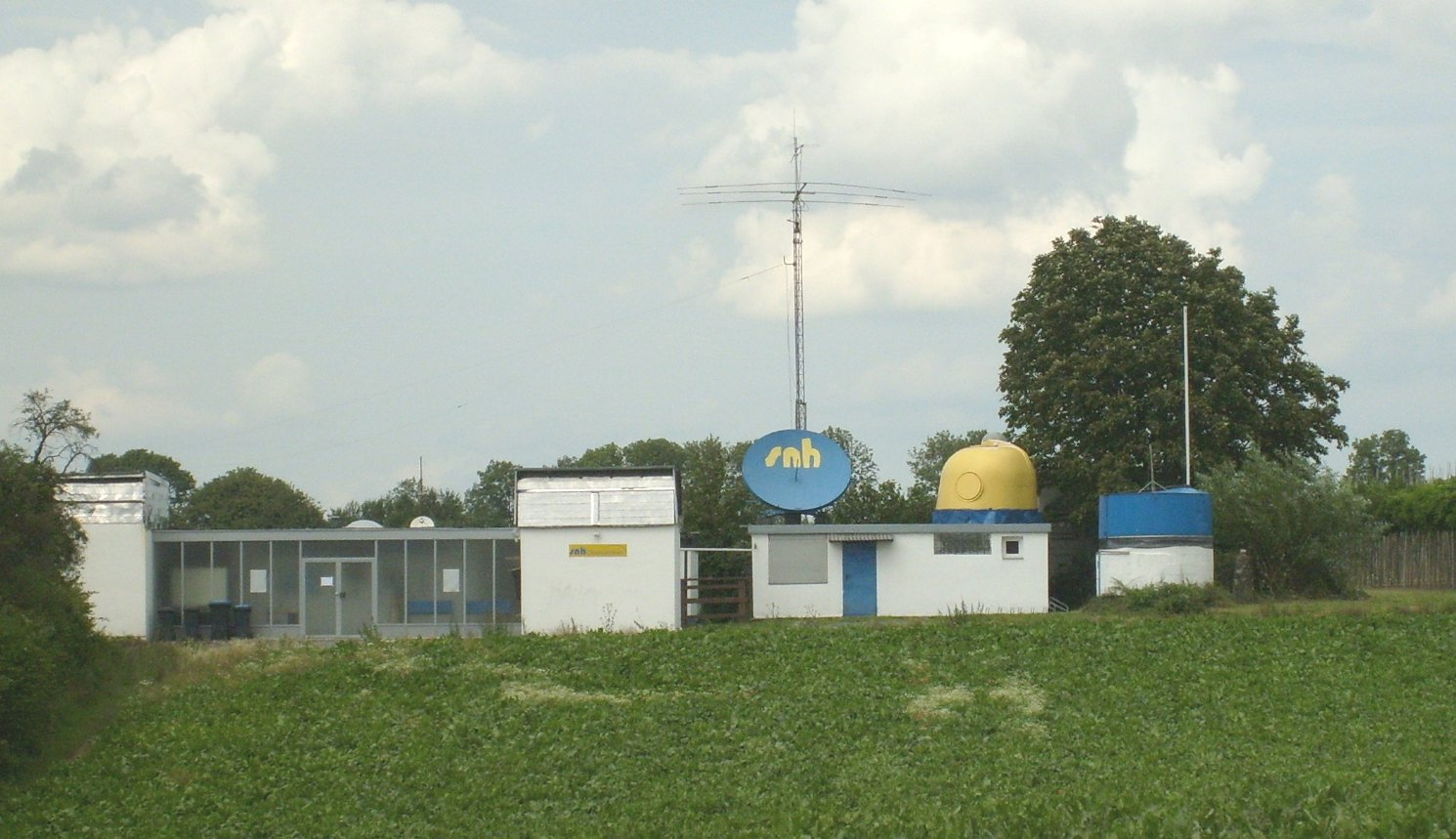
Das Observatorium der snh

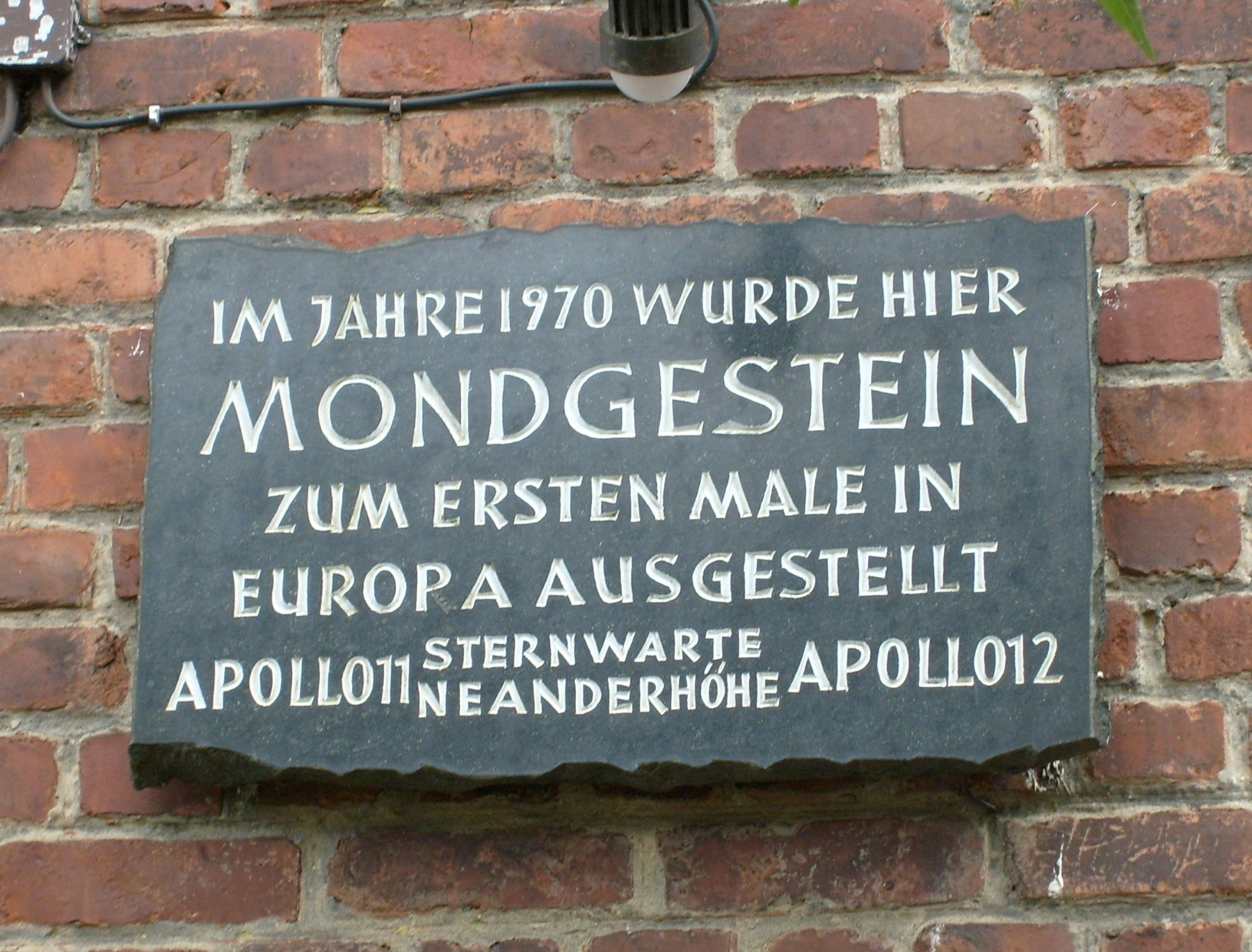
Erinnerungstafel zur Ausstellung

Auf den Willbecker Höhen am östlichen Rande Hochdahls befindet sich das Observatorium der Sternwarte Neanderhöhe (snh) mit mehreren astronomischen Beobachtungstürmen, Werkstätten, einem Fotolabor, einer Amateurfunkstation, einer Meteosat-Empfangsanlage für Wetterbilder und einem professionellen Tonstudio mit Seminarräumen sowie einer Fachbücherei. Die snh bietet ein breites Spektrum an Weiterbildungsmöglichkeiten und für die Jugendarbeit zu astronomischen Themen, zu Physik, Elektrotechnik, Computer- und Nachrichtentechnik sowie Fotografie an. Bekannt wurde die snh 1970, als im dortigen Schulungszentrum an der Hildener Straße erstmals in Europa von den Mondlandemissionen Apollo 11 und Apollo 12 mitgebrachtes Mondgestein gezeigt wurde.
Seit 1980 betreibt die snh im Hochdahler Bürgerhaus eines von acht Planetarien Nordrhein-Westfalens. Nach der fast einjährigen Schließung und Sanierung aufgrund eines Brandes im Bürgerhaus wurde das Planetarium im Mai 2008 mit neuer Technik wiedereröffnet und gilt seitdem als eines der modernsten im ganzen Bundesgebiet.

#### Fernsicht
Am südlichen Ortsende von Erkrath auf der Bergkuppe am Römerweg und von einigen Stellen in Hochdahl besteht bei guter Witterung eine Fernsicht auf die südlichen Stadtteile Düsseldorfs, auf Hilden, Haan, Leverkusen (zum Beispiel das Bayer-Kreuz), Solingen (unter anderem das Stadion am Hermann-Löns-Weg), den Kölner Dom und bis in das Siebengebirge. Des Weiteren erblickt man die Kraftwerke Niederaußem und Grevenbroich-Neurath mit ihren markanten Wasserdampfwolken und die Eifel. Schon Johann Heinrich Bongard, Erkrather Arzt und preußischer Geheimer Sanitätsrat beschreibt in seinem 1835 erschienenen Buch Wanderung zur Neandershöhle die beeindruckende Fernsicht bis zum (damals noch unvollendeten) Kölner Dom und zum Siebengebirge.

### Friedhöfe
In Erkrath bestehen vier Friedhöfe, davon einer in Erkrath und drei in Hochdahl. Der städtische Friedhof Erkrath an der Kreuzstraße wurde 1888 angelegt und wuchs seitdem immer weiter die Anhöhe bis hinter den Römerweg hinauf. Er ersetzte den ehemaligen kommunalen Friedhof oberhalb des früheren Kalkumer Hofes, der näher an der Gemeinde lag und durch den Bau der Bahnlinie Düsseldorf–Elberfeld durchteilt wurde. Dort befinden sich heute eine Grünfläche und ein Regenrückhaltebecken. Auf diesem Friedhof wurde noch bis 1909 bestattet. Der erste außerhalb des Kirchengeländes angelegte Friedhof Erkraths existierte in der ersten Hälfte des 19. Jahrhunderts für wenige Jahrzehnte im Bereich der heutigen Hochdahler Straße / Falkenstraße, wurde aber schon 1827 wieder aufgegeben. In alten Kartografien ist ein sogenannter Leichenweg oder Liekestroot verzeichnet, der von der kath. Kirche zum Friedhof führte und den die Trauerzüge auf dem Weg zur Bestattung nutzten. Dieser Friedhof, auf dem bis in die 1880er Jahre noch Grabsteine gestanden haben sollen, wurde mehr oder weniger vergessen und nach dem Krieg überbaut. Noch heute finden sich dort bei Grabungsarbeiten Skelettreste.
Der Hochdahler Friedhof am Neanderweg ist zum Teil städtisch, zum Teil von der evangelischen Kirchengemeinde (dortiger Name: Friedhof an der Neanderkirche) bewirtschaftet. Er wurde 1922 von der Kirchengemeinde angelegt und nach dem Krieg um einen städtischen Teil erweitert. Es handelt sich hierbei um einen der wenigen Friedhöfe in der Region, die sich nach wie vor in unmittelbarer Umgebung einer Kirche befinden. Im Jahr 1985 wurde der neue Parkfriedhof Neandertal direkt am Neandertaler Forst für den innerhalb weniger Jahrzehnte stark angewachsenen Stadtteil Hochdahl eröffnet. Dieser Friedhof hat die größte Ausdehnung der Erkrather Friedhöfe und ist parkartig angelegt, der auch viel von Wanderern und Naturfreunden genutzt wird. In Hochdahl-Trills befindet sich zudem noch ein kleiner Friedhof, der von der katholischen Gemeinde bewirtschaftet wird.

### Vereine
Die Heimatvereine Ercroder Jonges 1982 e. V. und Die Erkrather e. V. pflegen das Brauchtum und haben sich der Heimatgeschichte und den hiesigen Traditionen verschrieben. Der Schützenverein St. Sebastanius Bruderschaft 1484 e. V. ist der älteste und traditionsreichste von mehreren Schützenvereinen. Der Karnevalsverein Die letzten Hänger 1963 pflegt das närrische Brauchtum.
An Hilfsgesellschaften gibt es neben der Freiwilligen Feuerwehr der Stadt Erkrath das Deutsche Rote Kreuz Ortsverband Erkrath e. V., die Deutsche Lebens-Rettungs-Gesellschaft Ortsgruppe Erkrath e. V. und die Johanniter-Unfall-Hilfe e. V. Ortsverband Erkrath.

### Sport
Das Sportangebot in vielen gängigen Sportarten wird auch in Erkrath von einer Anzahl an Vereinen bedient. Die beiden größten Vereine TSV Hochdahl e. V. und TUS Erkrath 1930 e. V. bieten viele verschiedene Sportarten, wie Leichtathletik, Fußball, Handball, Volleyball, Fechten u. v. m. an. Traditioneller Fußballclub ist der SSV Erkrath 1919 e. V. in Erkrath und der SC Rhenania Hochdahl 1925 e. V. in Hochdahl. Weitere Sportarten werden unter anderem durch den Tennis-Sport-Club Unterfeldhaus e. V., den Tennis-Club TC 82, den Tennis-Club Blau Weiß e. V. in Erkrath, den Schwimm- und Sport-Club Hochdahl e. V. und der SRG Erkrath e. V. bedient. Im Zentrum von Erkrath hat der Bouleclub Cercle de Pétanquer einen viel genutzten Bouleplatz geschaffen und trägt dort auch Turniere aus. An den Randzonen der Stadt finden auf den dortigen Reiter- und Bauernhöfen Niermannshof und Uhlenhof zudem regelmäßig Reitturniere in Springreiten und Dressur statt. Es gibt ein Hallenbad, das „Neanderbad“ heißt. Zudem gibt es zwei reine Tischtennisvereine. Die TTG Unterfeldhaus-Millrath, die in Unterfeldhaus beheimatet ist, sowie den TTC Hochdahl, welcher in der Hochdahler Willbeck ansässig ist.
Am 2. Juli 2017 führte die 2. Etappe der Tour de France auf ihrem Weg vom Grand Depart-Ort Düsseldorf nach Lüttich unter anderem durch Erkrath.

### Theater
Erkrath besitzt kein eigenständiges Theaterhaus. In der Stadthalle finden jedoch regelmäßig Theateraufführungen von Tourneetheatern mit bekannten Schauspielern sowie Kleinkunst und Kabarett statt. Regelmäßige Theateraufführungen werden von der Laienspielbühne Unterfeldhaus e. V. – Die Unterfeldmäuse, der Theatergruppe der evangelischen Kirchengemeinde Erkrath – Spotlight sowie dem theater nero angeboten.

### Regelmäßige Veranstaltungen
Jährliche Veranstaltungen sind die Karnevalsumzüge in Erkrath (jeden Samstag vor Altweiber) und im ehemaligen Stadtteil Unterbach (jeden Karnevalssonntag), sowie das Schützenfest der St.-Sebastians-Bruderschaft an Fronleichnam mit Kirmes und Schützenumzug. In Erkrath findet seit 1983 jeden Sommer zu Anfang Juni das Straßenfest der Werbegemeinschaft statt, in Hochdahl-Trills hat sich seit den späten 1980er Jahren ebenfalls ein erfolgreiches Straßenfest etabliert. Ähnliche Veranstaltungen finden zudem auch regelmäßig auf dem Hochdahler Markt statt.

## Wirtschaft und Infrastruktur

### Frühere Wirtschaftsstruktur
Erkrath war lange überwiegend landwirtschaftlich geprägt. Noch heute sind einige Herrensitze und große Güter zu finden oder Straßennamen erinnern daran (Haus Bavier). Von ehemals 85 landwirtschaftlichen Betrieben bestehen noch 26. Rund um Erkrath wird vor allem Getreide angebaut Es wird Viehzucht betrieben und es werden Pferde gehalten. Mit der Industrialisierung und der Eisenbahn kamen erste Betriebe ins Tal der Düssel, so besonders die Papierindustrie, die Textilindustrie mit Webereien und die Bergbau-, Eisen- und Stahlindustrie und Maschinenbau. Das Eisenerzwerk Eintrachtshütte in Hochdahl bestand von 1838 bis 1912. Auch die benachbarte Kalkindustrie in Hochdahl bis 1945 und Wülfrath sowie die Gerresheimer Glashütte (bis 2005) zogen Arbeitskräfte aus Erkrath an. Bis in die 1990er Jahre hinein waren in Erkrath die Kosmetik-Betriebe Helena Rubinstein (Verwaltung) und Chicogo (Produktionsstätten) ansässig.

### Heutige Wirtschaftsstruktur
Die Traditionsfirma Schmincke produziert hier seit 1881 Künstlerfarben.
Die heutige Struktur der Wirtschaft der drei Ortsteile ist geprägt durch kleine und mittelständische Unternehmen des Handels, der Dienstleistungen und des verarbeitenden Gewerbes. Für Neuansiedlungen auf fünf ausgewiesenen verkehrsgünstig gelegenen Gewerbegebieten wird besonders bei zukunftsorientierten Unternehmen der Informationstechnologie, der Medizin- und Gentechnik und bei Beratungsunternehmen geworben. Seit Sommer 2007 hat S. C. Johnson & Son den Firmensitz seiner Deutschlandzentrale in Erkrath. Größter Arbeitgeber Erkraths ist seit 2014 die Timocom GmbH, ein IT-Unternehmen, das Dienstleistungen für alle an Transporten beteiligte Unternehmen bietet. Seit Juli 2015 ist in Erkrath die D-A-CH-Zentrale des Batterie- und Taschenlampen-Herstellers Energizer.
Mitte der 1980er Jahre wurde in Erkrath nach 150 Jahren wieder Mineralwasser erbohrt. Die Brunnen der Erkrather Quellen mit 230 m Quelltiefe liefern ein natürliches Wasser, das mit Kohlensäure versetzt in vielfacher Weise im unteren Preissegment als Rheinfürst Quelle und auch über Handelsketten vermarktet wird.
Erkrath war Sitz des 1999 gegründeten Telefonminutenhändlers EUTEX European Telco Exchange. Das Unternehmen ging Anfang 2007 als erster Vertreter des Börsensegments Entry Standard in die Insolvenz.

### Verkehr

#### Bahn
Geschichte

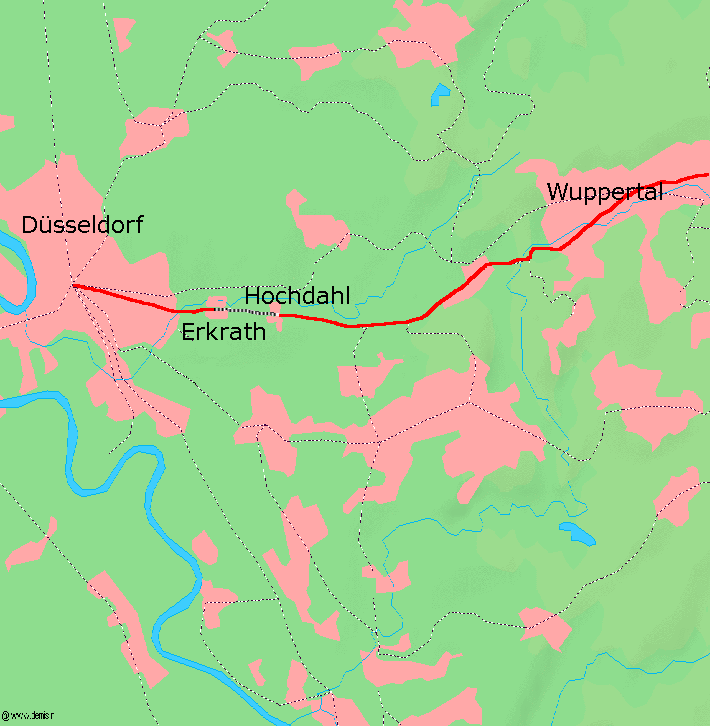
Strecke der Düsseldorf-Elberfelder Eisenbahn-Gesellschaft

Zwischen Düsseldorf und Erkrath wurde am 20. Dezember 1838 von der Düsseldorf-Elberfelder Eisenbahn-Gesellschaft die erste Eisenbahnstrecke im Westen Deutschlands eröffnet.
Im weiteren Verlauf der Bahnstrecke Düsseldorf–Elberfeld liegt zwischen den Bahnhöfen Erkrath und Hochdahl die Steilrampe Erkrath–Hochdahl, wo innerhalb von knapp 2,5 Kilometern ein Höhenunterschied von 82 Metern zu überwinden ist. Dort wurden zwischen 1841 und 1926 die Züge mit einem Seil gezogen. Bis zum Ende des 20. Jahrhunderts blieb dieser Abschnitt die steilste Eisenbahnhauptstrecke Europas.
Zum 150-jährigen Jubiläum der Bahnstrecke im Jahr 1988 wurden die Nahverkehrszüge abgeschafft und die neue S-Bahn-Linie S 8 der S-Bahn Rhein-Ruhr zwischen Mönchengladbach und Hagen eingeführt.
Die zweite Eisenbahnstrecke von Düsseldorf über Mettmann nach Dortmund, gebaut 1873–1879 von der Rheinischen Eisenbahngesellschaft, führte nördlich an der Gemeinde Erkrath vorbei. Das kleine Erkrath hatte deshalb schon sehr früh mit dem Haltepunkt (Bahnhof seit dem 1. Mai 1914) Erkrath Nord einen zweiten Bahnhof. Diese Konkurrenzstrecke zu Düsseldorf-Elberfelder, der späteren Bergisch-Märkischen Eisenbahn-Gesellschaft, wurde bis in die 1990er Jahre nur noch für Güterzüge des nahegelegenen Kalkwerkes Neandertal und im Fernverkehr für die Kohlengruben im südlichen Ruhrgebiet sowie für stündlich verkehrende Triebwagen der DB-Baureihe ETA 150 genutzt.
Aber auch der Tourismus zum Neandertal und der Aufschwung Erkraths mit neuen Baugebieten um Erkrath Nord wurde gefördert. Der vor wenigen Jahren durch die private Regiobahn GmbH durchgeführte Ausbau der Strecke und die damit einhergehende Neueinführung der S-Bahn-Linie S 28 ließ auch diese Strecke bezüglich Fahrgastzahlen und Attraktivität an Bedeutung gewinnen. Somit ist (Alt-)Erkrath mit zwei verschiedenen Bahnlinien von Düsseldorf aus zu erreichen.
Heute
Folgende S-Bahnhöfe liegen auf dem Stadtgebiet Erkraths: Erkrath, Hochdahl und Hochdahl-Millrath. Diese werden alle von den Linien S 8 und S 68 bedient. Der S-Bahnhof Erkrath Nord liegt nördlich oberhalb der Stadt und wird, wie der unmittelbar jenseits der Stadtgrenze gelegene S-Bahnhof Neanderthal, von der Linie S 28 angefahren.
Bahnlinien
| Linie | Linienbezeichnung | Linienverlauf                                                                                   |
| ----- | ----------------- | ----------------------------------------------------------------------------------------------- |
| S 8   | Ost-West-S-Bahn   | Hagen – Gevelsberg – Schwelm – Wuppertal – Erkrath – Düsseldorf – Neuss – Mönchengladbach       |
| S 28  | Regiobahn         | Wuppertal – Mettmann Stadtwald – Neanderthal – Erkrath Nord – Düsseldorf – Neuss – Kaarster See |
| S 68  |                   | Wuppertal-Vohwinkel – Erkrath – Düsseldorf – Langenfeld (Rheinland)                             |

#### Bus
Buslinien
| Linie | Streckenverlauf                                                                       |
| ----- | ------------------------------------------------------------------------------------- |
| 734   | Erkrath S-Bahnhof – D-Lierenfelder Straße                                             |
| 735   | Erkrath, Neuenhausplatz – Düsseldorf, Südpark U                                       |
| 737   | Erkrath, Neuenhausplatz – Düsseldorf Hbf S U                                          |
| 741   | Mettmann, Kaldenberger Weg – Erkrath-Hochdahl S-Bahnhof – Hilden, Südfriedhof         |
| 743   | Erkrath S-Bahnhof – Mettmann, Jubiläumsplatz                                          |
| 780   | Hochdahler Markt – D-Heinrich-Heine-Allee U                                           |
| 781   | Hilden, Erika-Siedlung – Erkrath, Neuenhausplatz – Düsseldorf-Gerresheim, Krankenhaus |
| 786   | Haan, Nachbarsberg – Hochdahl, Schulzentrum                                           |
| O 5   | Erkrath S-Bahnhof – Erkrath-Millrath S-Bahnhof                                        |
| O 6   | Erkrath, Haus Brück – Erkrath-Millrath S-Bahnhof                                      |
| DL 4  | Erkrath S-Bahnhof – Hilden Süd S-Bahnhof (Nachtbuslinie – nur an Wochenenden)         |
| NE 6  | Erkrath, Neuenhausplatz – Düsseldorf Hbf S U (Nachtbuslinie – nur an Wochenenden)     |

#### Straße

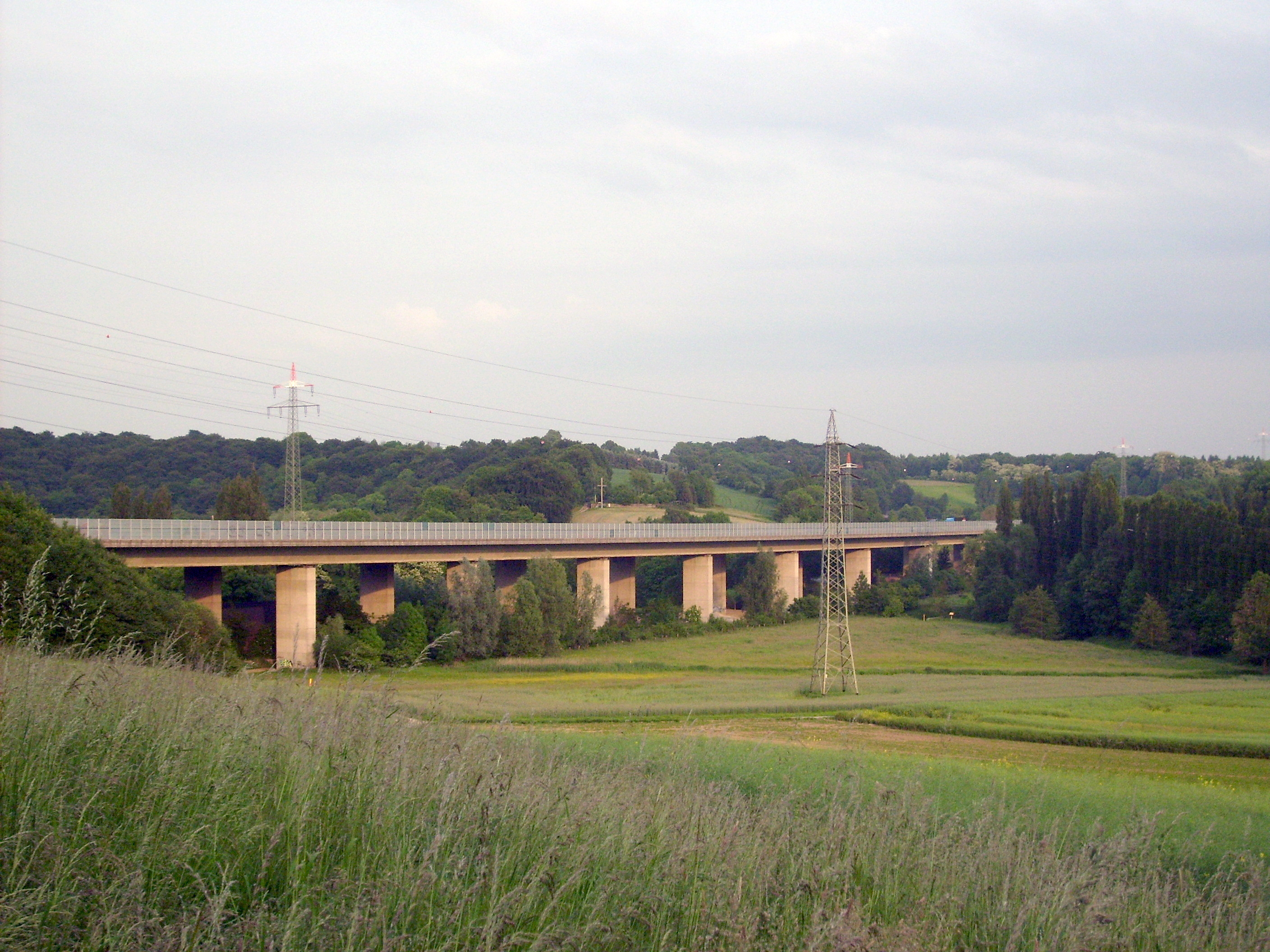
Neandertalbrücke, Teil der A 3

Die Bundesautobahn 3 führt unmittelbar östlich über die Neandertalbrücke an Erkrath vorbei. Die 1935 erbaute Stahlbetonbrücke, die beinahe ein Wahrzeichen Erkraths wurde (und die auch im alten, 1938 eingeführten Wappen von Erkrath an zentraler Stelle zu sehen ist), wurde nach 50-jähriger Nutzung im Laufe des Jahres 1985 im Zuge der Verbreiterung der A 3 auf drei Spuren innerhalb einiger Monate abgerissen. Zu ihrer Bauzeit war die 580 m lange Brücke die längste Autobahnbrücke Deutschlands. Die heutige standardisierte Betonbrücke versieht ihren Dienst seit mehr als drei Jahrzehnten.
Die Zufahrt zum Autobahnnetz erfolgt über die A 46 mit den Anschlussstellen Erkrath, Hilden und Haan-West und über die Anschlussstelle Mettmann der A 3, die hier gleichzeitig die Europastraße 35 darstellt. Diese beiden Autobahnen sind an dem die Stadtgrenze berührenden Autobahnkreuz Hilden verknüpft, das einen Eckpunkt des Autobahnrings Düsseldorf bildet. Der Stadtteil Hochdahl wird durch die Landesstraße 357 mit Gruiten sowie durch die L 403 mit dem Neandertal, Mettmann und Hilden verbunden. Der Weg von Alt-Erkrath nach Gerresheim und dem Neandertal führt über die L 357. Bundesstraßen tangieren Erkrath nicht. Die B 7 zwischen Mettmann und Düsseldorf verläuft einige Kilometer nördlich der Stadtgrenze.

### Medien
In Erkrath erscheint mit Ausnahme des kostenlos verteilten Wochenblattes Lokal Anzeiger, das in ähnlicher Ausführung mehrere Städte im Kreis Mettmann und dem Bergischen Land bedient, keine eigene Zeitung. Die Wochenpost, als zweites Wochenblatt, erschien bis zum 31. Juli 2019 und wurde aus wirtschaftlichen Gründen eingestellt. Das lokale Geschehen wird in den Lokalseiten der überregionalen Zeitungen Rheinische Post, Neue Rhein Zeitung und Westdeutsche Zeitung behandelt.

### Öffentliche Einrichtungen

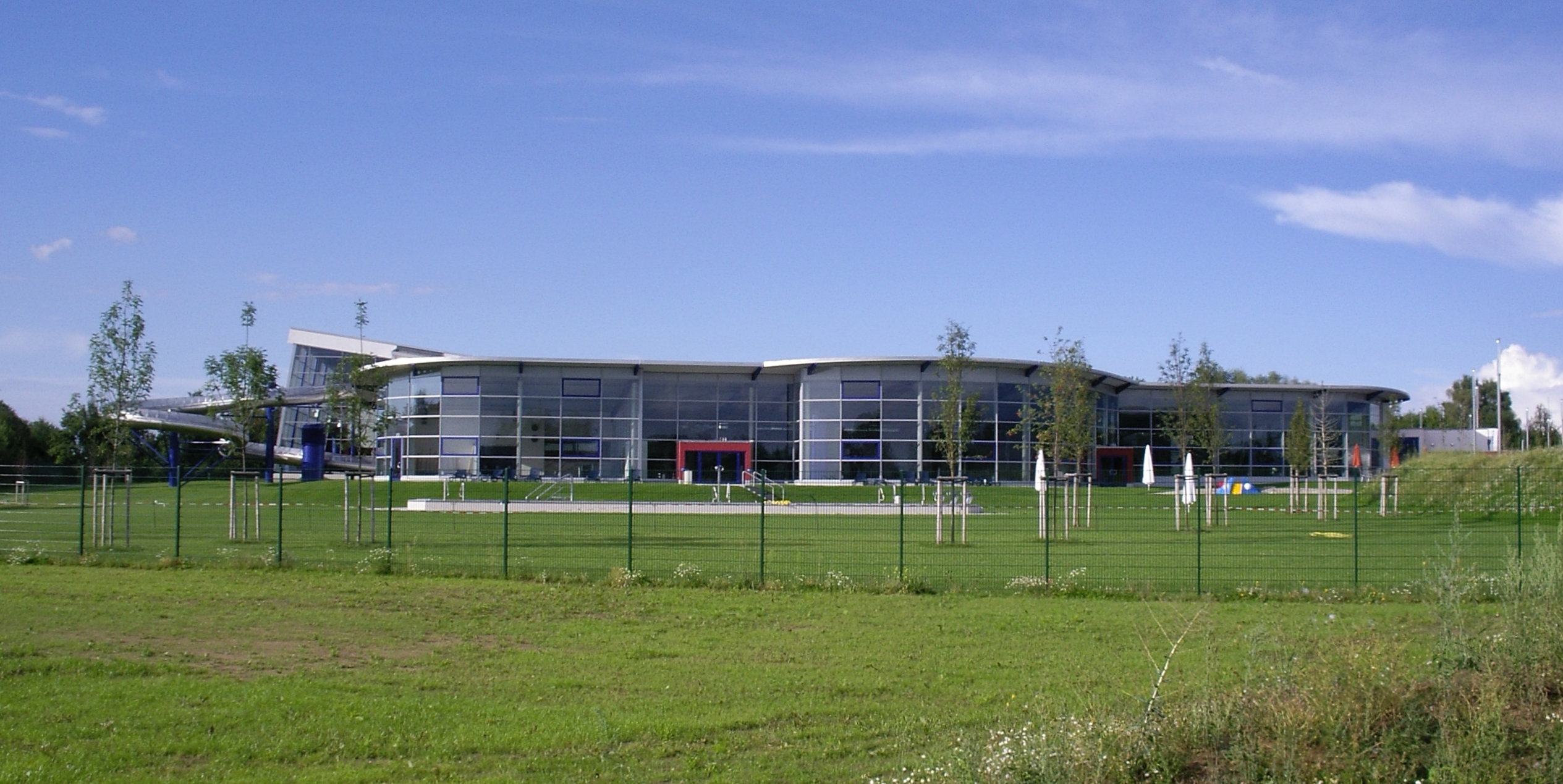
Neanderbad

Durch die räumliche Aufteilung in drei große Stadtteile hat Erkrath eine öffentliche Bibliothek mit zwei Standorten, im Kaiserhof in Alt-Erkrath und im Bürgerhaus in Hochdahl sowie einen automatisierten Bücherschrank in Unterfeldhaus. Die Stadtbücherei Erkrath bietet insgesamt 66.000 Medien an Unterhaltungsliteratur, Sachbüchern, aktuellen Zeitschriften und Spielen, ob gedruckt, digital oder audiovisuell. Mit der BIBNET-Onleihe, BIBNET-Press und anderen Online-Portalen haben Leser der Stadtbücherei rund um die Uhr Zugang zu Medien und Informationen.
Die ebenfalls doppelt bestehenden Hallenbäder aus den 1970er Jahren wurden mittlerweile geschlossen und abgerissen. Stattdessen wurde im Jahre 2006 mit dem Neanderbad ein weit größeres Bad als die Vorgängereinrichtungen eröffnet, das sich verkehrsgünstig zwischen den Stadtteilen befindet. Das Neanderbad bietet ein Acht-Bahn-Sportbecken, eine Rutsche, ein Solebecken und Außenanlagen an.
Weitere öffentliche Einrichtungen sind die Stadthalle Erkrath und das Bürgerhaus Hochdahl, das bei der Eröffnung 1981 als eines der modernsten und futuristischsten Bürgerzentren Nordrhein-Westfalens galt.

### Gesundheit
Erkrath verfügt über kein eigenes Krankenhaus. Die Versorgung wird durch die Krankenhäuser in den angrenzenden Städten Düsseldorf, Mettmann, Hilden und Haan sichergestellt.

### Bildung
In Erkrath gibt es alle allgemeinbildenden Schulformen mit Ausnahme der Gesamtschule. Schüler aus Unterfeldhaus und dem Düsseldorfer Unterbach besuchen zumeist die weiterführenden Schulen in Erkrath. In Erkrath gibt es ein Gymnasium und eine Realschule; in Hochdahl sind Gymnasium, Realschule und Hauptschule in einem Schulzentrum vereint. Ebenso befindet sich in Erkrath eine Schule für Lernbehinderte, in Hochdahl ein Internat. Seitens der Stadt werden eine Volkshochschule und eine Jugendmusikschule angeboten. Zudem verfügt Erkrath über neun Grundschulen, hiervon drei in Erkrath, fünf in Hochdahl und eine Unterfeldhaus.

#### Grundschulen
Erkrath:
- Städtische Gemeinschaftsgrundschule Erkrath Düsselstraße (Nebenstelle „Bavierschule“)
- Städtische Gemeinschaftsgrundschule Erkrath Falkenstraße (Montessorizweig)
- Johannesschule (katholisch)

Hochdahl:
- Grundschule Millrath
- Grundschule Sandheide
- Grundschule Willbeck
- Sechseckschule
- Regenbogenschule

Unterfeldhaus:
- Regenbogenschule (Nebenstelle)

#### Weiterführende Schulen
Gymnasien:
- Gymnasium am Neandertal
- Gymnasium Hochdahl

Realschulen:
- Realschule Erkrath
- Realschule Hochdahl
- Bergisches Internat (Privatschule)

Hauptschule:
- Carl-Fuhlrott-Schule

#### Förderschule
- Förderzentrum Mitte des Kreises Mettmann

## Persönlichkeiten

### Ehrenbürger
- 1955: Heinrich von Hymmen, Haus Unterbach, (* 20. Februar 1880; † 25. November 1960): wegen seiner Förderung caritativer und kultureller Einrichtungen in Unterbach und Erkrath.
- 1971: Meta Käthe Amanda Pose, genannt Meta-Gertrud Pose (* 1. Dezember 1898 in Hamburg; † 10. September 1981 in Mettmann): wegen ihrer Förderung der Altentageseinrichtungen und der Reinhold-Pose-Stiftung.[187]

### Söhne und Töchter

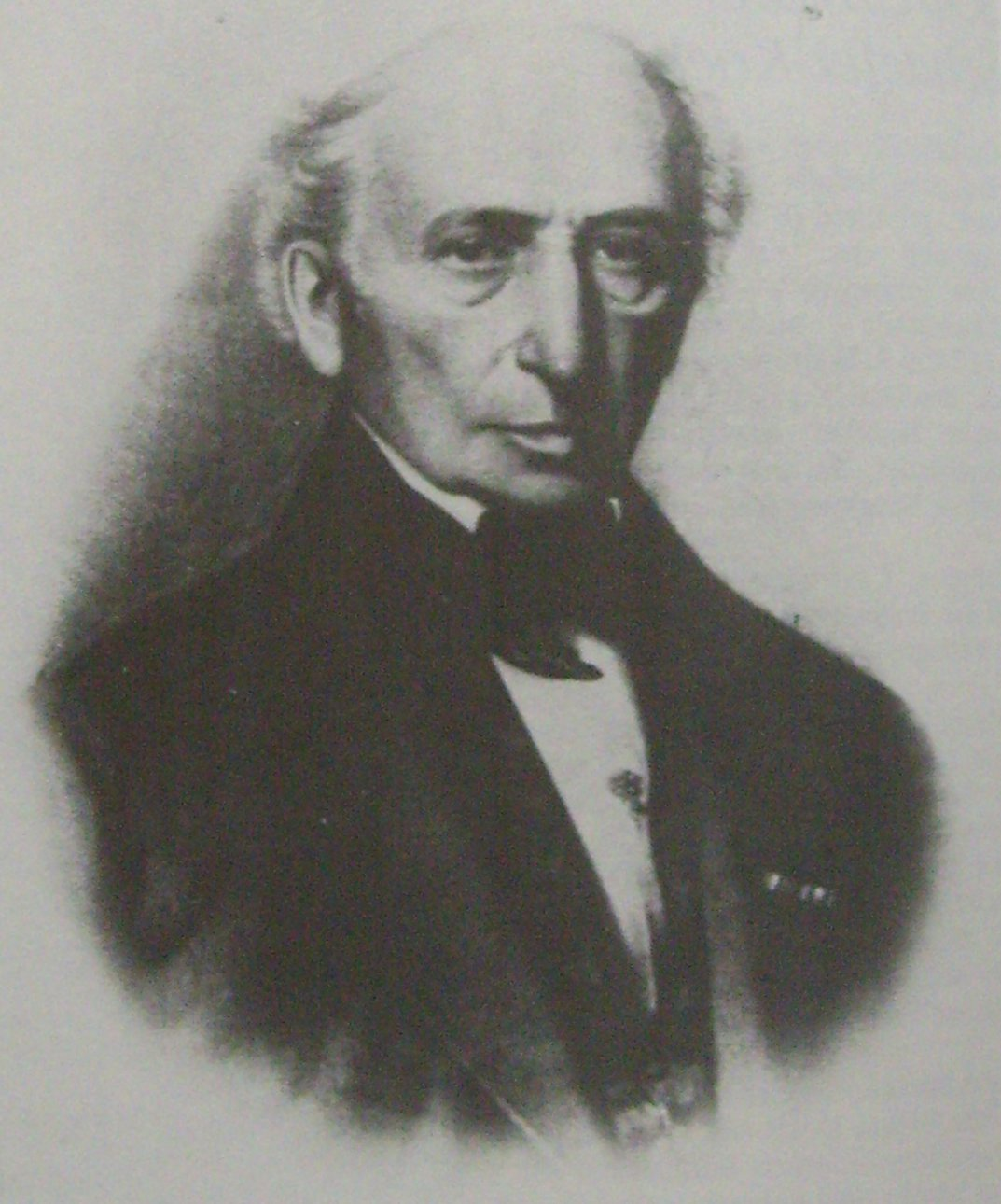
Johann Heinrich Bongard

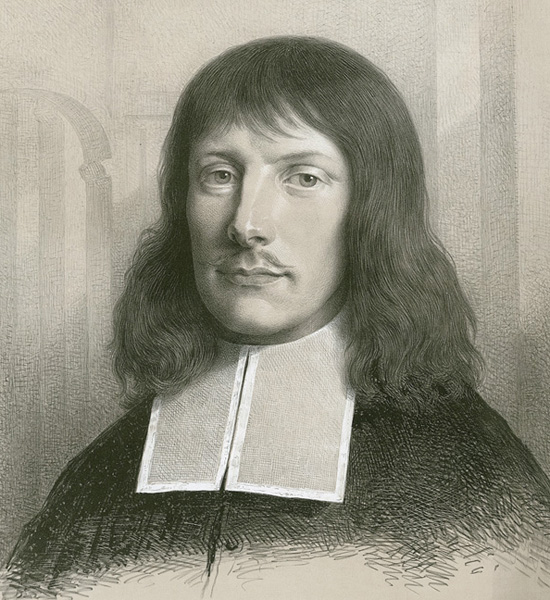
Joachim Neander

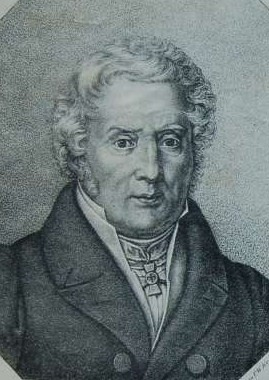
Philipp von Pestel

- Johann Heinrich Bongard (* 18. März 1779; † 20. Dezember 1857 in Düsseldorf), zu seiner Zeit bekannter Augen- und Wundarzt und Königlich Preußischer Hofrat, erster Autor einer Publikation über das Neandertal. Eine Straße in Erkraths Zentrum ist nach ihm benannt
- Karl Wenders (* 22. Februar 1841; † 5. Juni 1905 in Düsseldorf), Reichstags- und Landtagsabgeordneter, Bürgermeister von Neuss
- Hermann Fuchs (* 1871 in Hochdahl), deutscher Bildhauer, Spezialist für Pferdeskulpturen
- Jacob Isenrath (* 18. März 1879; † 13. Januar 1951 in Neuß), Politiker (Zentrum)
- Friedrich Hünermann (* 24. August 1886; † 14. Februar 1969 in Aachen), katholischer Theologe und Weihbischof in Aachen
- Josef Hünermann (* 3. November 1887; † 11. Juli 1955 in Neuss), römisch-katholischer Priester, Kirchenhistoriker und Heimatforscher
- Benedikt Stolz (* 6. Januar 1895; † 29. April 1986 in Jerusalem), katholischer Theologe
- Anselm Stolz (* 25. November 1900; † 19. September 1942 in Rom), katholischer Theologe
- Manfred Lahnstein (* 20. Dezember 1937), Politiker (SPD), ehemaliger Bundesfinanzminister und Vorstands- und Aufsichtsratsmitglied der Bertelsmann AG
- Heiner Baltes (* 19. August 1949), Fußballspieler

### Personen mit Bezug zur Stadt
- Joachim Neander (* um 1650 in Bremen; † 31. Mai 1680 ebenda), Pastor und Kirchenliederdichter und -komponist. Nach ihm wurde das Neandertal benannt.
- Philipp von Pestel[188] (* 11. Oktober 1767 in Minden; † 9. Juli 1835 in Haus Unterbach), residierte in Haus Unterbach und war 1816–1831 Regierungspräsident für den Regierungsbezirk Düsseldorf sowie 1831–1834 Oberpräsident der Rheinprovinz
- Julius Schimmelbusch (* 8. Juli 1826 in Düsseldorf; † 8. August 1881 in Hochdahl), Pionier des Hüttenwesens und Direktor des Hochdahler Hüttenwerkes
- Karl Sudhoff (* 26. November 1853 in Frankfurt am Main; † 8. Oktober 1938 in Salzwedel), Begründer der Medizingeschichte als wissenschaftliche Disziplin in Deutschland war von 1885 bis 1905 Hüttenarzt der Hochdahler Eisenhütte und Armenarzt, später zudem Gemeinderatsmitglied von Hochdahl-Millrath
- Toni Turek (* 18. Januar 1919 in Duisburg; † 11. Mai 1984 in Neuss), Nationaltorwart und Weltmeister von Bern 1954, wohnte während seiner Jahre bei Fortuna Düsseldorf und seines WM-Titels in Erkrath. 50 Jahre nach Bern und 20 Jahre nach seinem Tod wurde das Erkrather Stadion nach ihm benannt (Toni-Turek-Stadion)[189]
- Manfred Kuttner (* 27. Januar 1937 in Greiz; † 28. Oktober 2007 in Erkrath), Maler, Objektkünstler und Experimentalfilmer
- Klaus Hänsch (* 15. Dezember 1938 in Sprottau; Schlesien), Politiker (SPD), früherer Präsident des Europäischen Parlaments
- Dieter Prochnow (* 22. Mai 1939 in Berlin), Schauspieler, Bruder von Jürgen Prochnow
- Harry Rosin (* 1943), Mediziner
- Lorenz Schwegler (* 29. Januar 1944 in Hamburg), Rechtsanwalt und war Vorsitzender der Gewerkschaft Handel, Banken und Versicherungen, lebt in Hochdahl
- Aleksandar Ristić (* 28. Juni 1944 in Sarajevo), Fußballspieler und -trainer (unter anderem Fortuna Düsseldorf) lebte zu dieser Zeit in Erkrath
- Wolfgang Seel (* 21. Juni 1948 in Kirkel/Saar), Fußballspieler, langjähriger Teamkollege der Gebrüder Allofs bei Fortuna Düsseldorf, wohnte zu dieser Zeit in Erkrath
- Joseph-Theodor Blank (* 19. März 1947 in Lüdenscheid), CDU-Bundestagsabgeordneter von 1983 bis 2002.[190]
- Fritz Behrens (* 12. Oktober 1948 in Göttingen), ehemaliger Regierungspräsident Düsseldorf und Innen- sowie Justizminister des Landes Nordrhein-Westfalen, lebte zu dieser Zeit in Erkrath; derzeit Landtagsabgeordneter für Neuss
- Flemming Lund (* 6. Oktober 1952 in Kopenhagen), dänischer Fußballspieler für Fortuna Düsseldorf und Rot-Weiss Essen, lebte in Hochdahl
- Klaus Allofs (* 5. Dezember 1956 in Düsseldorf), Fußballspieler, wohnte lange Zeit in Erkrath-Unterfeldhaus.
- Thomas Allofs (* 17. November 1959 in Düsseldorf), Fußballspieler, wohnt in Erkrath-Unterfeldhaus und leitet ein Entsorgungsunternehmen in Düsseldorf
- Werner Koch (* 11. Juli 1961), Entwickler von Freier Software und Gründer des GNU Privacy Guard (GnuPG oder GPG), lebt in Hochdahl